# إكس بوكس (جهاز)
إكس بوكس بالانجلزية (original Xbox) هو جهاز ألعاب فيديو منزلي تم تصنيعه بواسطة مايكروسوفت وهو أول جهاز في سلسلة أجهزة ألعاب الفيديو اكس بوكس .
تم إصداره كمحاولة أولى من مايكروسوفت لدخول سوق أجهزة الألعاب المنزلية في 15 نوفمبر 2001 في أمريكا الشمالية ، تبعه أستراليا وأوروبا واليابان في عام 2002.
يتم تصنيفه كجهاز من الجيل السادس ، ويتنافس مع PlayStation 2 من سوني و Dreamcast من سيجا و GameCube من نينتندو. كان أيضًا أول جهاز ألعاب رئيسي يتم إنتاجه بواسطة شركة أمريكية منذ إصدار Atari Jaguar في عام 1993.
تم الإعلان عن الجهاز في مارس 2000 مع إصدار PlayStation 2 ، والذي تضمن القدرة على تشغيل أقراص CD-ROM و DVD بالإضافة إلى لعب الألعاب ،
في ذلك الوقت أصبحت Microsoft قلقة من أن أجهزة الألعاب المنزلية مثل بليستيشن 2 ستهدد جهاز الكمبيوتر الشخصي
بينما يتم تصميم معظم أجهزة الألعاب المنزلية بقطع و عتاد خاصة بها
تم صنع اكس بوكس من مكونات الكمبيوتر الشخصي ، باستخدام أشكال مختلفة من نظام تشغيل ويندوز و DirectX كنظام التشغيل لدعم الألعاب وتشغيل الوسائط، حيث تم تزويده بمعالج Intel Pentium III بسرعة 733 ميجاهرتز ووحدةمعالجة الرسومات NV2A المستندة إلى Nvidia GeForce 3 بسرعة 233 ميجاهرتز ، مما جعله الجهاز أكثر قوة من الناحية التقنية في الجيل السادس. كان اكس بوكس أول جهاز اللعاب مزود بقرص صلب مدمج. كما تم بناء الجهاز مع دعم مباشر للاتصال بالإنترنت عريض النطاق عبر منفذ إيثرنت مدمج 
ومع إصدار Xbox Live ، وهي خدمة ألعاب عبر الإنترنت مدفوعة الأجر ، بعد عام واحد من إطلاق الجهاز اكتسبت مايكروسوفت موطئ قدم مبكرًا في اللعب الجماعي عبر الإنترنت وجعلت اكس بوكس منافسًا قويًا في الجيل السادس من أجهزة اللعاب.
حقق اكس بوكس إطلاقًا قياسيًا في أمريكا الشمالية ، حيث باع 1.5 مليون وحدة قبل نهاية عام 2001. استمر الجهاز في بيع ما مجموعه 24 مليون وحدة في جميع أنحاء العالم بما في ذلك 16 مليون وحدة في أمريكا الشمالية ومع ذلك، لم تتمكن مايكروسوفت من تحقيق ربح ثابت من الجهاز، والذي كان له سعر تصنيع أغلى بكثير من سعر البيع بالتجزئة حيث خسرت مايكروسوفت أكثر من 4 مليارات دولار خلال فترة حياته في السوق.
تفوق على نيتندو جيم كيوب و على سيجا دريم كاست ولكن تم التفوق عليه بشكل كبير من قبل بليستيشن 2 ، الذي باع أكثر من 155 مليون وحدة بحلول نهاية إنتاج الجهاز . كما أنه حقق أداءً أقل من المتوقع خارج السوق الغربي. وعلى وجه الخصوص كانت مبيعاته سيئة جدا في اليابان بسبب حجم الجهاز الكبير وقلة الألعاب اليابانية المتوفرة على الجهاز حيث كانت معظم الألعاب موجهة للجمهور الأمريكي .
تم إيقاف إنتاج جهاز إكس بوكس الأصلي في عام 2005، وذلك تمهيدًا لإطلاق الجيل الجديد، وهو إكس بوكس 360.

## التاريخ

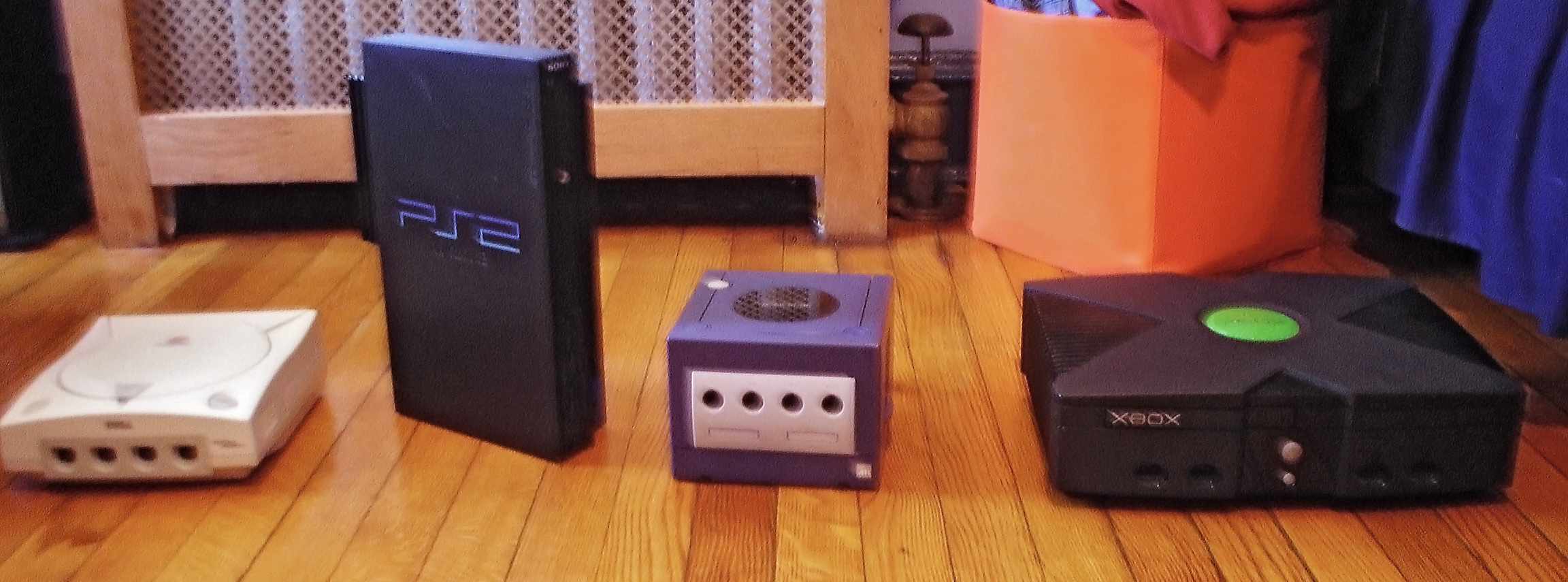
اكس بوكس الاصلي مع منافسيه (بليستيشن 2 و نيتندو جيم كيوب و سيجا دريم كاست)

قبل إطلاق جهاز اكس بوكس، حققت مايكروسوفت نجاحًا في نشر ألعاب الفيديو لأجهزة الكمبيوتر التي تعمل بنظام ويندوز ، حيث أصدرت عناوين شهيرة مثل Microsoft Flight Simulator و Age of Empires الناجحة بشكل كبير

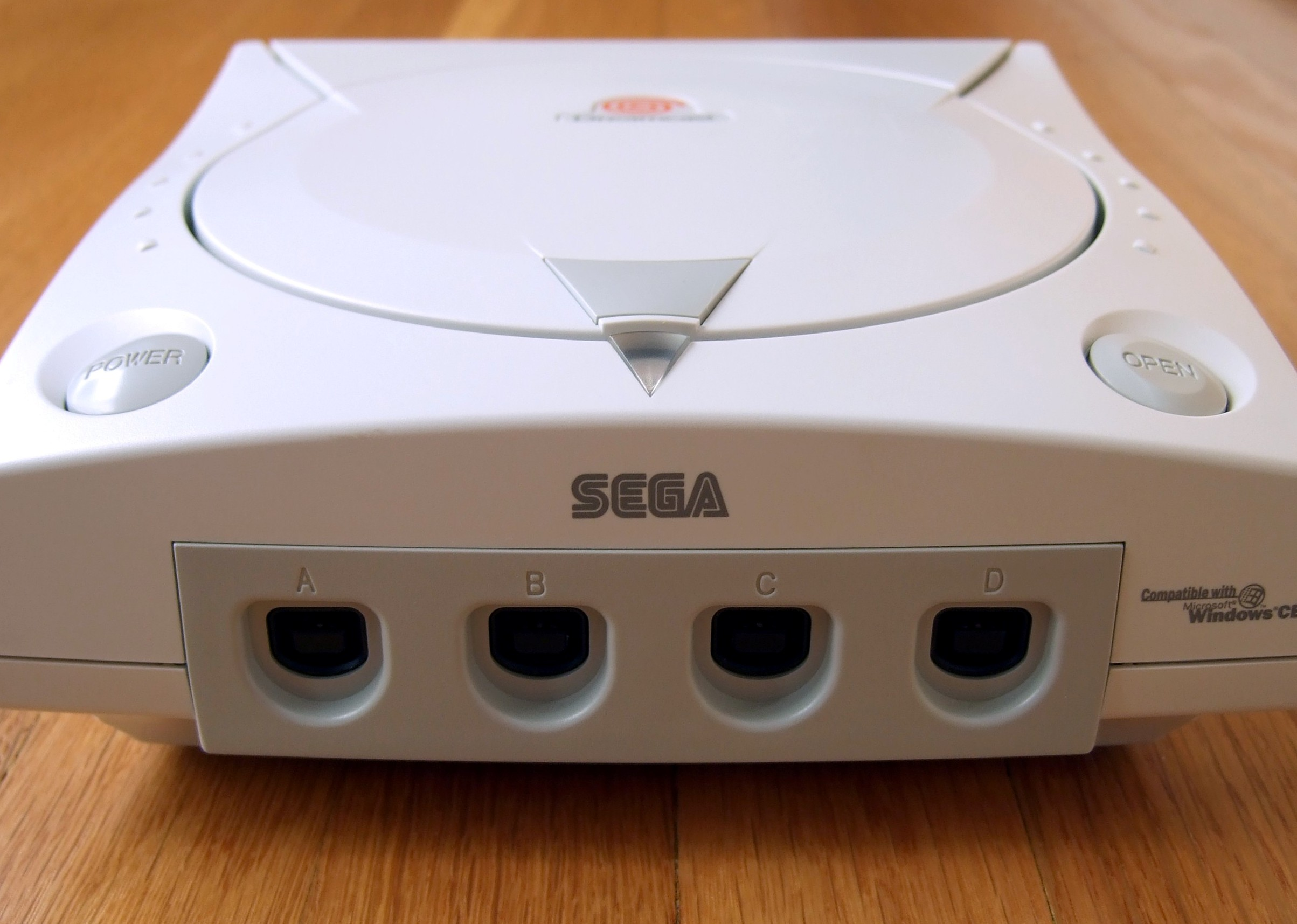
جهاز دريم كاست يوجد عليه شعار ويندوز CE

وايضا طورت سيجا بتعاون مع مايكروسوفت إصدارًا من( ويندوز CE) لجهاز الدريم كاست الخاص بها لاستخدامه من قبل مطوري الألعاب.
ومع ذلك، لم تدخل الشركة سوق أجهزة الألعاب المنزلية،
والذي كان يهيمن عليه في ذلك الوقت جهاز بليستيشن من شركة سوني.

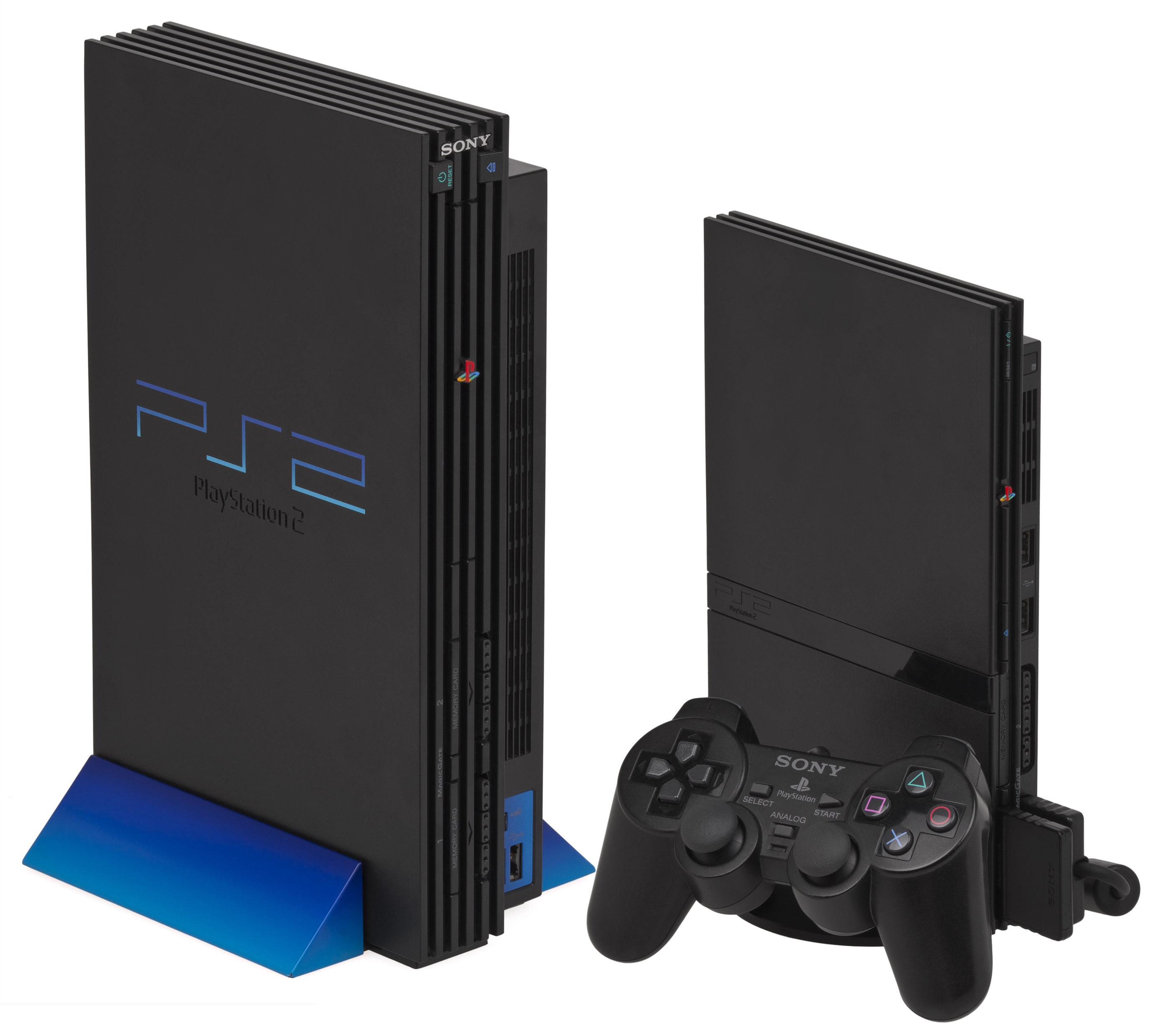
بليستيشن 2

كانت سوني تعمل على جهاز الألعاب المنزلي التالي الخاص بها، بليستيشن (PS2)، والذي تم الإعلان عنه رسميًا للجمهور في 2 مارس 1999،
كانت سوني تطمح إلى جعل جهاز بليستيشن 2 مركزًا شاملاً للترفيه المنزلي و ليحل محل الكمبيوتر الشخصي ليس فقط للألعاب بل لجميع احتياجات الترفيه المنزلية.
رأى الرئيس التنفيذي لشركة مايكروسوفت بيل غيتس أن PS2 القادمة تشكل تهديدًا أجهزة الكمبيوتر الشخصية التي تعمل بنظام ويندوز، مقلقًا من أن جهاز ترفيهي الشامل يمكن أن يلغي اهتمامات المستهلكين بأجهزة الكمبيوتر الشخصية .
مع نمو ألعاب الفيديو بسرعة إلى صناعة ضخمة، قرر بيل غيتس أن مايكروسوفت بحاجة إلى دخول سوق ألعاب الكونسول للتنافس مع سوني .
اتصل بيل غيتس مباشرةً بالرئيس التنفيذي لشركة سوني نوبويوكي إيدي قبل الإعلان العام عن PS2 بشأن السماح لشركة مايكروسوفت بتطوير برنامج برمجة للجهاز .
ومع ذلك، تم رفض العرض وقامت سوني بإنشاء برنامج خاصة للجهاز .
حاولت مايكروسوفت أيضًا مقابلة هيروشي ياموتشي ( رئيس نيتندو ) للاستحواذ على الشركة نيتندو لكن تم الرفض.

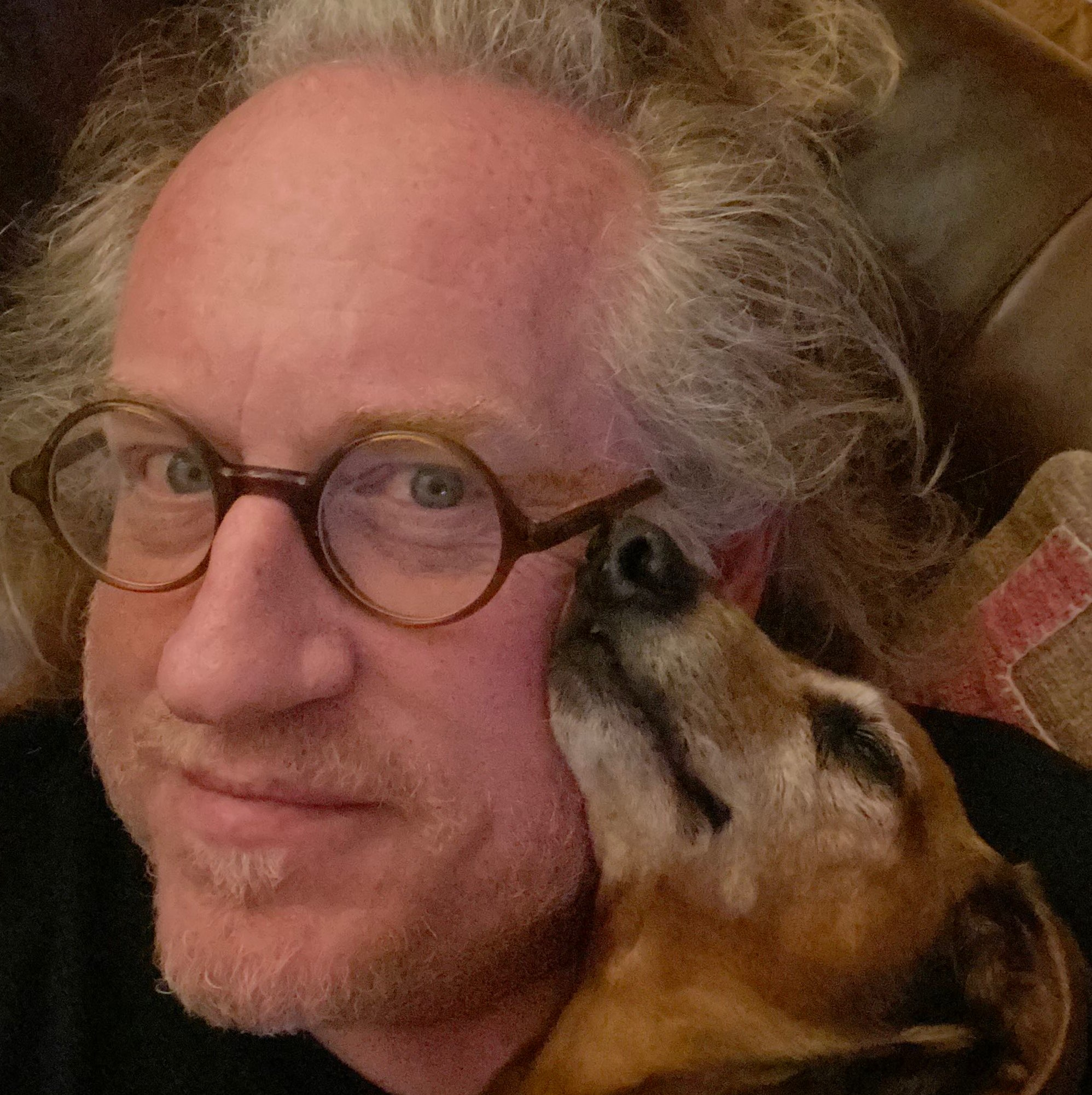
سيموس بلاكلي في عام 2021

في عام 1998، بدأ أربعة مهندسين من فريق دايركت اكس وهم كيفن باخوس و سيموس بلاكلي و تيد هاس و رئيس فريق دايركت اكس أوتو بيركس 
في مناقشة أفكار جهاز اللعاب جديد ستعمل على تقنية دايركت اكس الخاصة بشركة مايكروسوفت .
كان الاسم الرمزي للمشروع "Midway"، في إشارة إلى معركة ميدواي خلال الحرب العالمية الثانية حيث هُزمت اليابان بشكل حاسم من قبل القوات الأمريكية، كتمثيل لرغبة مايكروسوفت في تجاوز سوني في سوق أجهزة الكونسول. عقد فريق دايركت اكس أول اجتماع لهم في 30 مارس 1999،
حيث ناقشوا قضايا تقنية عديدة فسوف يعمل الجهاز على نظام التشغيل ويندوز 2000 باستخدام دايركت اكس 8.1،
مما سيسمح لمطوري اللعاب على الكمبيوتر الشخصي بتطوير اللعابهم بسهولة للجهاز
مع منحه أيضًا قوة معالجة قوية . حيث كانت مواصفات التقنية للجهاز قوية جدا مما سيؤدي إلى القضاء على الحواجز التكنولوجية حتى يسمح للمطورين الألعاب بالتوسع أكثر في تطوير اللعابهم من دون الحاجة إلى القلق بشأن قيود الأجهزة.
خلال مرحلة التطوير المبكرة لجهاز اكس بوكس ، نشأ صراع بين فريقين داخل شركة مايكروسوفت حول الرؤية المستقبلية للجهاز.
حيث كان الفريق الأول كان فريق دايركت اكس يريد استعمال قطع وعتاد اجهزة الكومبيوتر الشخصي للاستفادة من قوة الحوسبة في أجهزة الكمبيوتر الشخصية
بينما كان فريق الاخر يرى أن بناء جهاز بقطع وعتاد خاص به من الألف إلى الياء هو الخيار الأمثل.
فريق دايركت اكس كان يرى أناستخدامام مكونات أجهزة الكمبيوتر الشخصية، مثل محركات الأقراص الصلبة، سيمنح جهاز اكس بوكس قوة معالجة أعلى ومرونة أكبر. هذا يعني القدرة على تشغيل ألعاب أكثر تعقيدًا وتقديم تجربة لعب أكثر غنى.
من جهة أخرى، كان الفريق الاخر يفضل بناء جهاز بقطع و عتاد مخصص ومبني على نظام تشغيل مبسط مثل ويندوز CE فسوف يجعله أكثر كفاءة من حيث التكلفة ويسمح بدمجه مع مجموعة أوسع من الأجهزة المنزلية.
في النهاية، فازت رؤية فريق دايركت اكس وحصلت على دعم بيل غيتس. تم بناء جهاز Xbox على أساس مكونات الكمبيوتر الشخصي، مما سمح بتقديم تجربة لعب قوية ومرنة.
في البداية، كان متصورًا أنه بعد تصميم الجهاز ، ستتعاون مايكروسوفت مع شركة تصنيع أجهزة الكمبيوتر لتصنيع الاكس بوكس. ومع ذلك،ولكن سرعان ما اتضح أن هذا الخيار سيكون مكلفًا جدًا، مما دفع الشركة إلى اتخاذ قرار صعب بتصنيع الأجهزة بنفسها.
أطلق على مشروع تطوير جهاز إكس بوكس في مراحله المبكرة لقب "صندوق التابوت" (Coffin Box)، وذلك بسبب المخاوف المتزايدة من أن المشروع سيؤدي إلى خسائر مالية كبيرة لشركة مايكروسوفت
واجه المشروع تحديات تقنية كبيرة، حيث كان من المتوقع أن يختلف الجهاز بشكل كبير عن منتجات مايكروسوفت التقليدية، مما أثار قلق المؤسسين بيل غيتس وستيف بالمر.
وصلت التوترات إلى ذروتها في اجتماع عقد في 14 فبراير 2000، والذي أطلق عليه لاحقاً اسم "مذبحة عيد الحب"، حيث أعرب غيتس عن استيائه الشديد من التغييرات الجذرية التي طرأت على المشروع، خاصة وأن الجهاز الجديد قد يقلل من أهمية نظام التشغيل ويندوز. ومع ذلك، وبعد مناقشات مطولة، تم الموافقة على المضي قدماً في المشروع، مع تخصيص ميزانية تسويقية كبيرة.

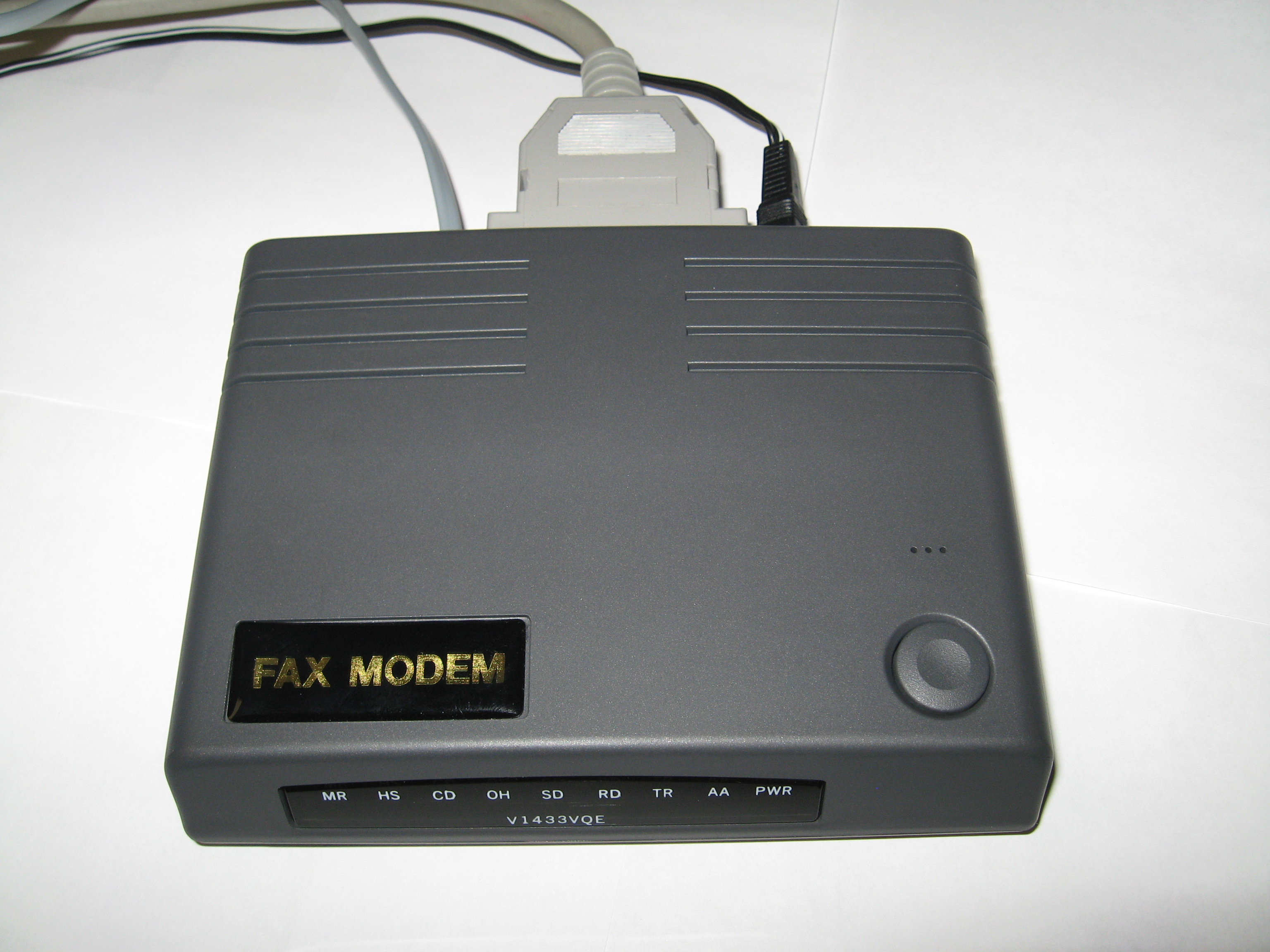
انترنت عبر الاتصال الهاتفي dial-up الذي كان منتشرا في ذلك الوقت

أحد القرارات التصميمية المثيرة للجدل في ذلك الوقت كان إضافة منفذ إيثرنت للجهاز، بدلاً من الاعتماد على الاتصال الهاتفي. على الرغم من أن هذه الخطوة كانت جريئة وغير تقليدية وذلك بسب لانه منفذ إيثرنت لم يكن منتشرا في ذلك الوقت
، إلا أنها أثبتت فعاليتها لاحقاً وخصوصا ان خدمة اكس بوكس لايف تتطلب سرعات عالية من الانترنت.

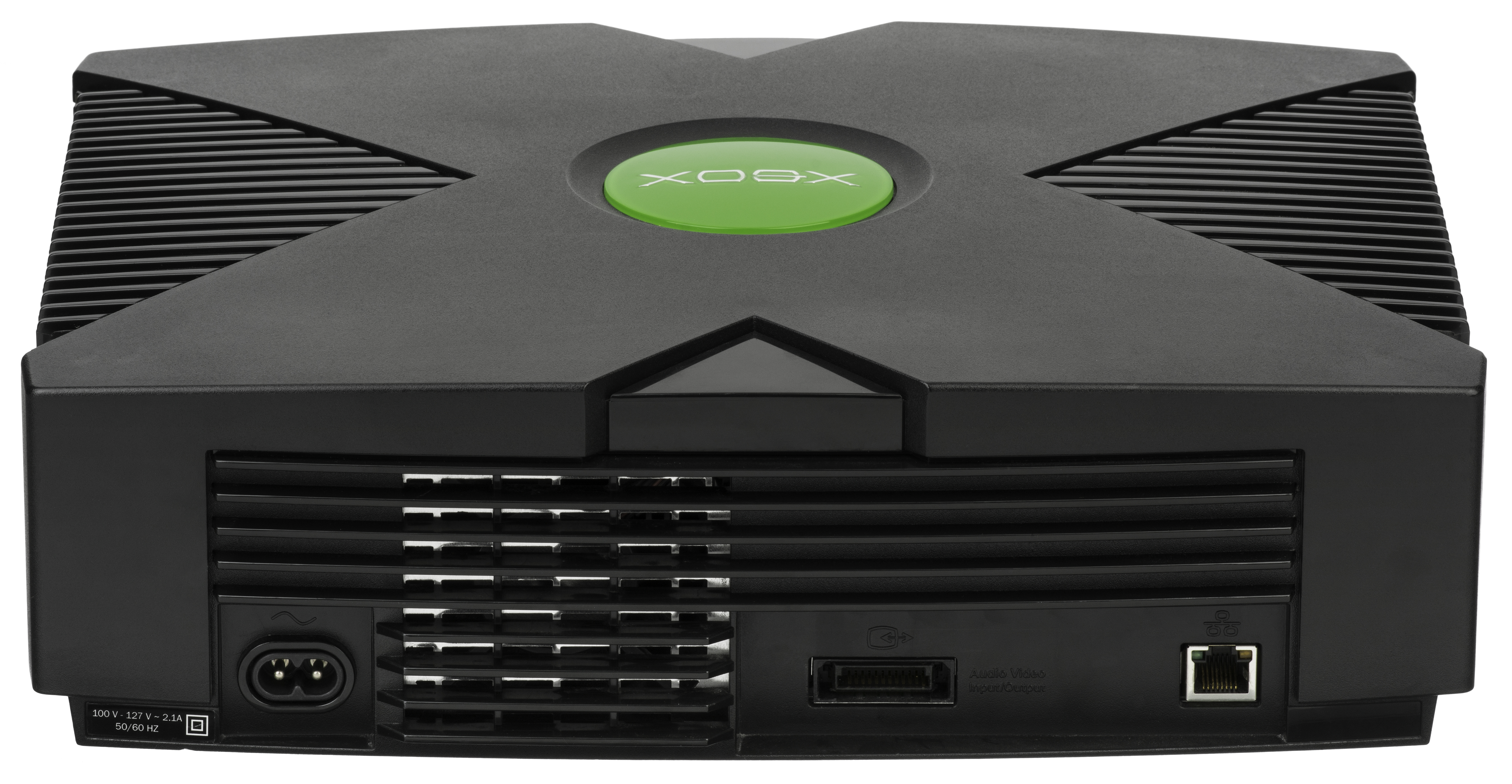
اكس بوكس من الخلف يظهر فيه منفذ إيثرنت

خلال مرحلة النماذج الأولية للجهاز، كانت Microsoft تعمل مع AMD لتوفير وحدة المعالجة المركزية (CPU) للنظام. وفقًا لـ Blackley، وقبل الكشف عن النظام مباشرةً في يناير 2001، اختار مهندسو Microsoft التحول إلى معالج Intel، وهي حقيقة لم يتم التواصل بها مع AMD قبل الكشف.
خلال مرحلة تطوير وحدة التحكم، تم اقتراح العديد من الأسماء، من بينها اختصارات مثل "مشروع الترفيه في ويندوز" (WEP) و"مايكروسوفت للعب الكلي" (MTG). كما تم اقتراح اسم "صندوق دايركت إكس" (DirectX Box) نظراً لاعتماد الجهاز على تقنية دايركت إكس. بشكل مازح، اقترح هاس أسماء مثل "XXX-Box" و"DirectXXX-Box" في إشارة إلى المحتوى الذي كان يعتقد أنه سيكون أكثر توجهاً للبالغين مقارنة بمنافسيه.
تم اختصار "DirectX Box" إلى "إكس بوكس" (Xbox) بشكل غير رسمي، وحاز هذا الاسم على إعجاب فريق التطوير. على الرغم من ذلك، واجه الاسم بعض المعارضة من قسم التسويق في مايكروسوفت الذي اقترح بدائل مثل "11-X" أو "إيلف-إكس" (Eleven-X).
في اختبارات الرأي، تم تضمين اسم "إكس بوكس" في القائمة للاطلاع على رد فعل المستهلكين، حيث كان من المتوقع أن يكون أقل شعبية. إلا أن النتائج أظهرت أن "إكس بوكس" كان الاسم الأكثر تفضيلاً، مما أدى إلى اعتماده كاسم رسمي للوحدة."

عند بدء التصميم المادي لوحدة تحكم Xbox الأصلية، واجهت مايكروسوفت تحديات في تحقيق التصميم المطلوب.

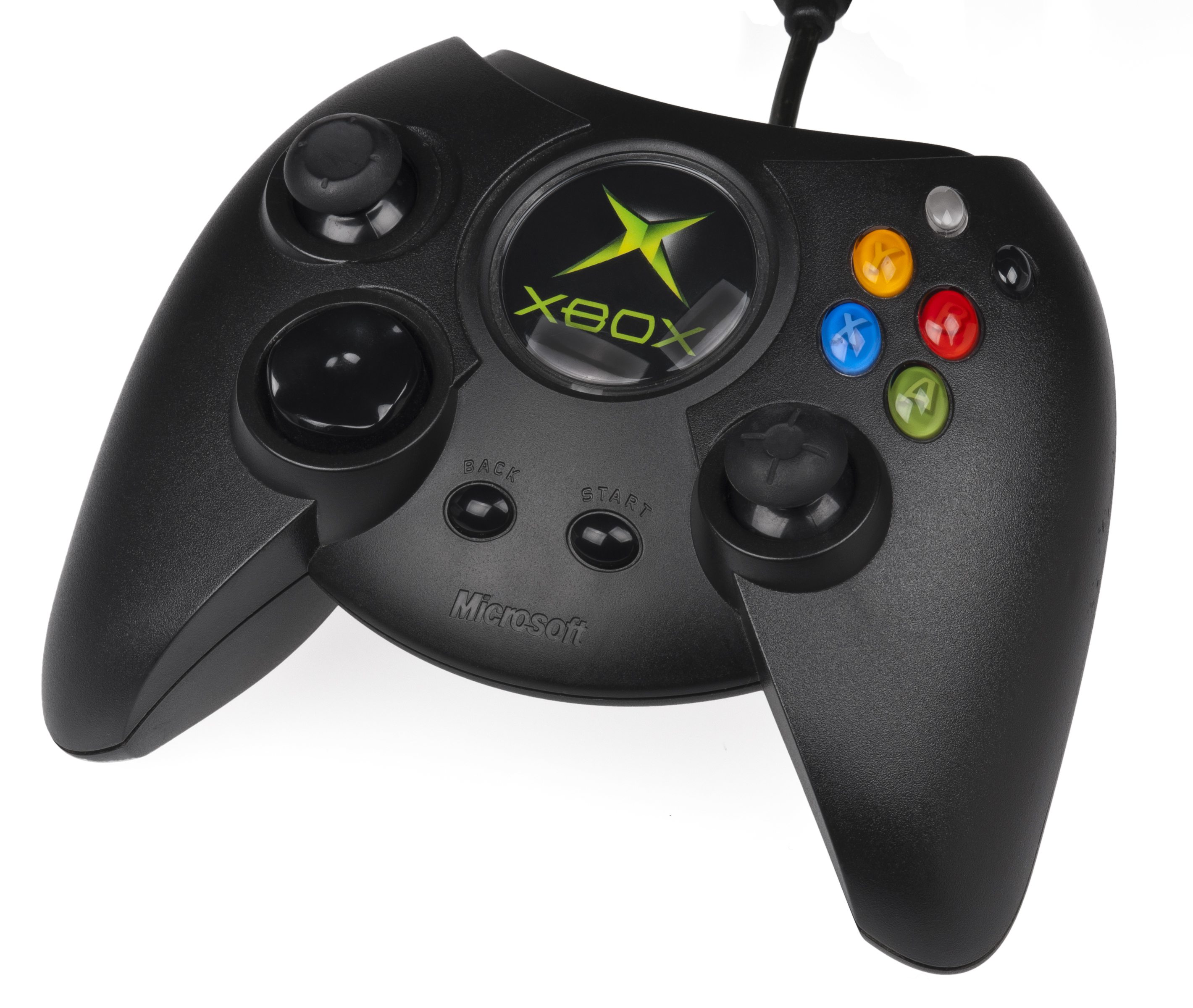
يد تحكم إكس بوكس من نوع دوك

 كانت الشركة تسعى للحصول على تصميم لوحة دائرة مطوية ومكدسة مشابه لتصميم DualShock 2 من سوني، وهو ما يوفر مزايا مثل الحجم الصغير وزيادة الكفاءة. ومع ذلك، رفضت سوني، تصنيع مثل هذا التصميم لـ مايكروسوفت
. أدى هذا التحدي إلى تصميم وحدة تحكم أولية ذات حجم كبير، تقريبًا ثلاثة أضعاف حجم  DualShock 2
تجاوز هذه المشكلة، قامت مايكروسوفت بالتعاون مع شركة Flextronics لتطوير تصميم جديد وإنتاجه على نطاق واسع. تم إنشاء مصنع في غوادالاخارا، المكسيك، لهذا الغرض. ومع ذلك، واجهت عملية الإنتاج المبكرة تحديات، حيث بلغ معدل الفشل حوالي 25%. تمكنت Flextronics من إصلاح هذه المشكلة من خلال تحسين التصميم وإجراء تعديلات على عملية التصنيع.

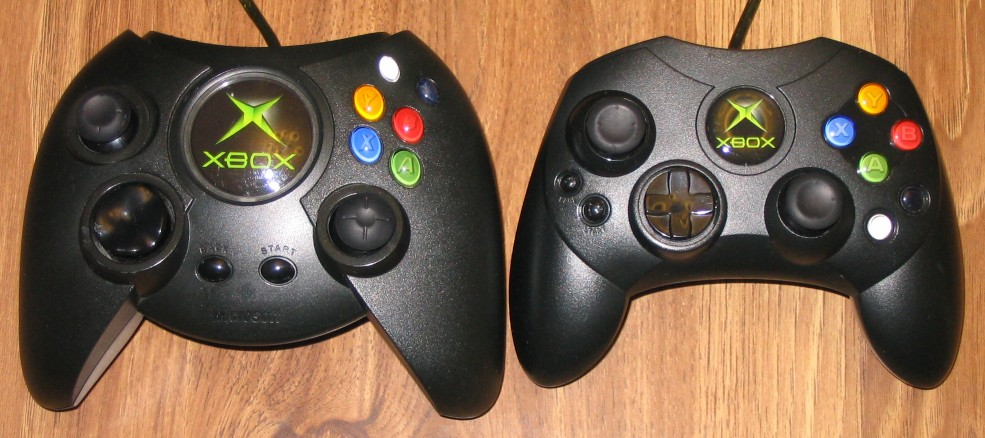
وحدة تحكم Xbox الأصلية "The Duke" ووحدة تحكم Controller S المخصصة للسوق الياباني

لتلبية توقعات المستهلكين في السوق الياباني، تم إطلاق إصدار أصغر وأكثر إحكامًا من وحدة التحكم، أُطلق عليه اسم "Controller S". استخدم هذا الإصدار تصميمًا جديدًا للوحة الدائرة، مما سمح بتقليل الحجم بشكل كبير.
ذكر غيتس لأول مرة اكس بوكس علنًا في مقابلة أُجريت في أواخر عام 1999، حيث صرح بأنه يريد أن يكون جهاز "منصة الاختيار لأفضل وأكثر مطوري الألعاب إبداعًا في العالم".
تم الإعلان عنه رسميًا لاحقًا من قبل غيتس في عرض تقديمي رئيسي في مؤتمر مطوري الألعاب في سان خوسيه في 10 مارس 2000، حيث عرض نموذجًا أوليًا مبكرًا للنظام وسلسلة من العروض التوضيحية التي تعرض قدرات الأجهزة حظيت العرض والنظام الجديد باستقبال جيد، حيث أذهلت المطورين كل من محرك الأقراص الثابتة ومنفذ إيثرنت، وجذبت انتباههم بفكرة أدوات التطوير سهلة الاستخدام.
حاولت مايكروسوفت تستحوذ على شركات اللعاب لتأمين محتوى حصري للكونسول في ذلك الوقت.

في أوائل عام 2000، كانت مبيعات الدريم كاست من سيجا في تراجع، وكان بليستيشن 2 من سوني قد بدأ للتو في البيع في اليابان. كان بيل غيتس في محادثات مع رئيس مجلس إدارة سيجا حول إمكانية توافق اكس بوكس مع ألعاب الدريم كاست ، لكن المفاوضات فشلت

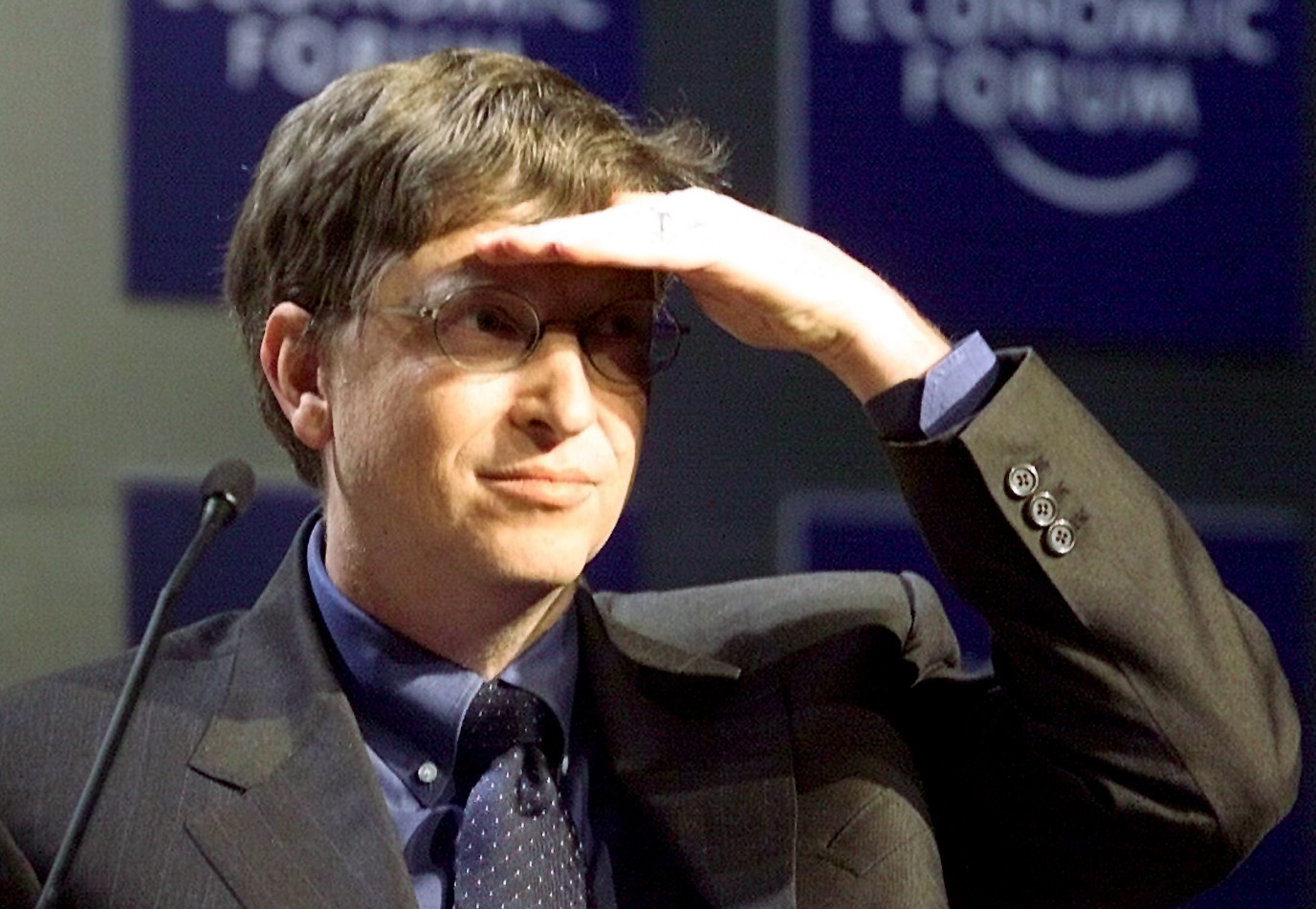
بيل غيتس في عام 2001

كما قامت مايكروسوفت بمحاولة أيضًا بالاستحواذ Electronic Arts و نيتندو و Square Enix وMidway لكن دون جدوى.
تم الكشف رسميًا عن اكس بوكس للجمهور من قبل بيل غيتس والضيف المصارع المحترف دواين "ذا روك" جونسون في معرض الإلكترونيات الاستهلاكية CES 2001 في لاس فيجاس في 3 يناير 2001.
أعلنت مايكروسوفت عن تواريخ إصدار Xbox وأسعارها في E3 2001 في مايو. تم الكشف عن معظم عناوين إطلاق Xbox في E3، وأبرزها Halo
تأثر إطلاق الوحدة في نوفمبر 2001 جزئيًا بتأثير هجمات 11 سبتمبر على السفر، حيث لم تتمكن مايكروسوفت من السفر إلى منشأة غوادالاخارا للمساعدة في اختبار الوحدات. تمكنوا من ترتيب شحن الوحدات محليًا بدلاً من الاختبار في مرافق مايكروسوفت لتجهيزها للإطلاق.

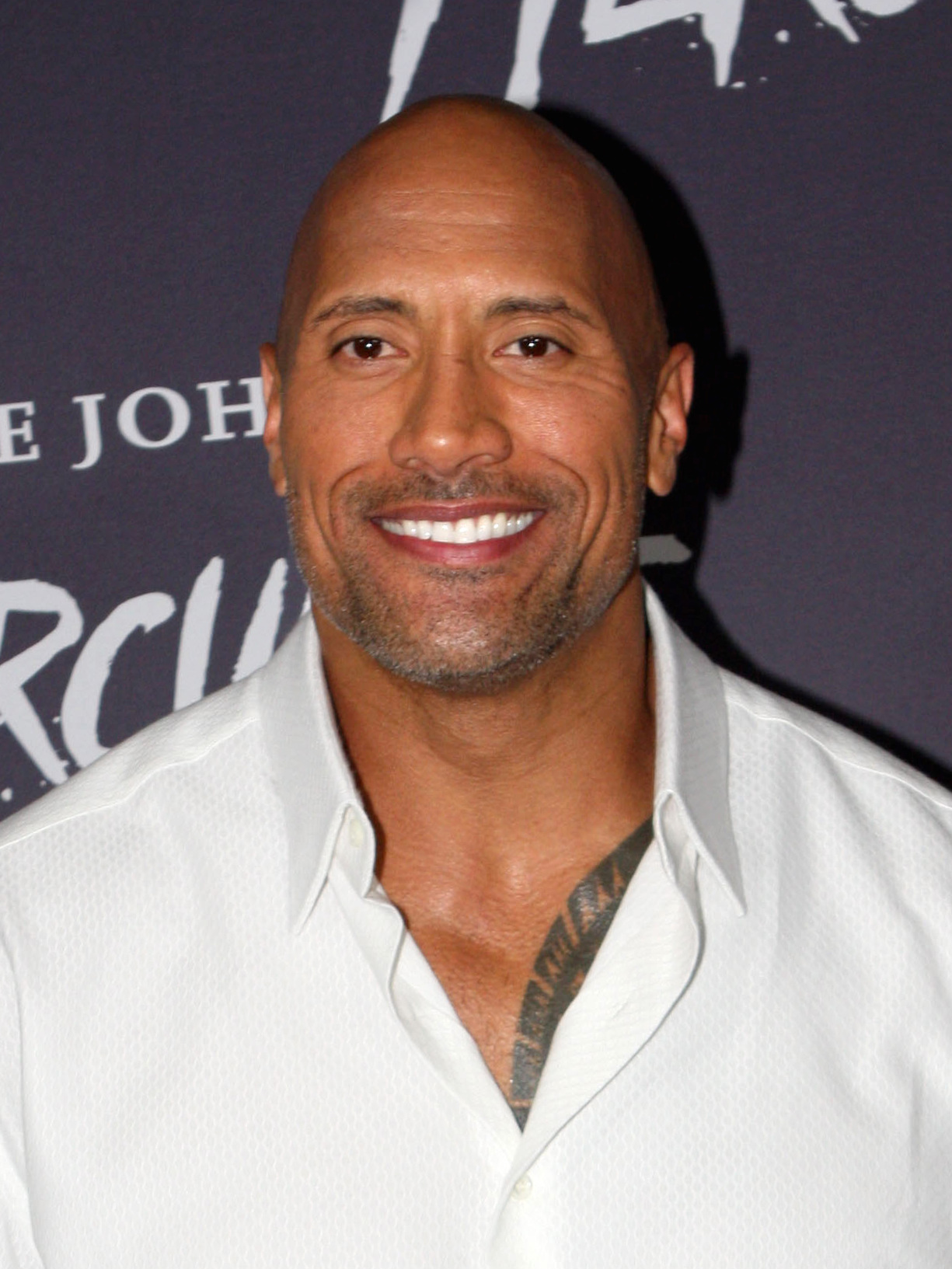
دوين جونسون (ذا روك)

تم إطلاق الجهاز رسميًا في منتصف الليل في 15 نوفمبر 2001، قبل ثلاثة أيام من الإطلاق اللاحق لنينتندو غيم كيوب.
أقيم حدث خاص في الليلة السابقة كجزء من حفل افتتاح المتجر الرئيسي لـ Toys 'R' Us في تايمز سكوير في مدينة نيويورك، حيث تم شحن 1000 نظام إلى المتجر لبدء المبيعات. حضر بيل غيتس الحدث، حيث باع شخصيًا أول وحدة Xbox وحيّا الأشخاص في الطابور ولعب الألعاب معهم على العديد من وحدات العرض الموجودة.
استمر جهاز Xbox كمنصة ألعاب رئيسية لشركة مايكروسوفت لمدة تقارب الأربع سنوات، حيث قدم تجربة لعب مبتكرة ومنافسة قوية في السوق. خلال هذه الفترة، حقق الجهاز نجاحًا ملحوظًا، خاصةً مع إصدار ألعاب حصرية مثل Halo: Combat Evolved والتي ساهمت في ترسيخ مكانة اكس بوكس ومع ذلك، ومع التطورات التكنولوجية المتسارعة في صناعة الألعاب، بدأت مايكروسوفت في التركيز على تطوير جيل جديد من أجهزة الألعاب.
في عام 2005، أعلنت مايكروسوفت عن إيقاف إنتاج جهاز اكس بوكس الأصلي، وذلك لتوجيه كافة جهودها نحو تطوير وحدة التحكم الجديدة Xbox 360 التي كانت تحمل وعودًا بتقنيات وأداء أعلى. توقف دعم خدمة Xbox Live لأجهزة Xbox الأصلية في عام 2010، مما يعني نهاية الدعم الرسمي للمنصة.
على الرغم من توقف الإنتاج والدعم، إلا أن جهاز اكس بوكس الأصلي ترك بصمة واضحة في تاريخ صناعة الألعاب، حيث مهد الطريق للنجاح الكبير الذي حققته سلسلة أجهزة Xbox لاحقًا.
في عام 2015، أعلنت مايكروسوفت عن ميزة جديدة تسمح بجهاز إكس بوكس ون بتشغيل ألعاب إكس بوكس الأصلي وإكس بوكس 360
لم تتوقف ميزة التوافق المسبق عند إكس بوكس ون، بل تم توسيعها لتشمل أجهزة الجيل الحالي إكس بوكس سيريس إكس وإس.

## المواصفات و المميزات التقنية

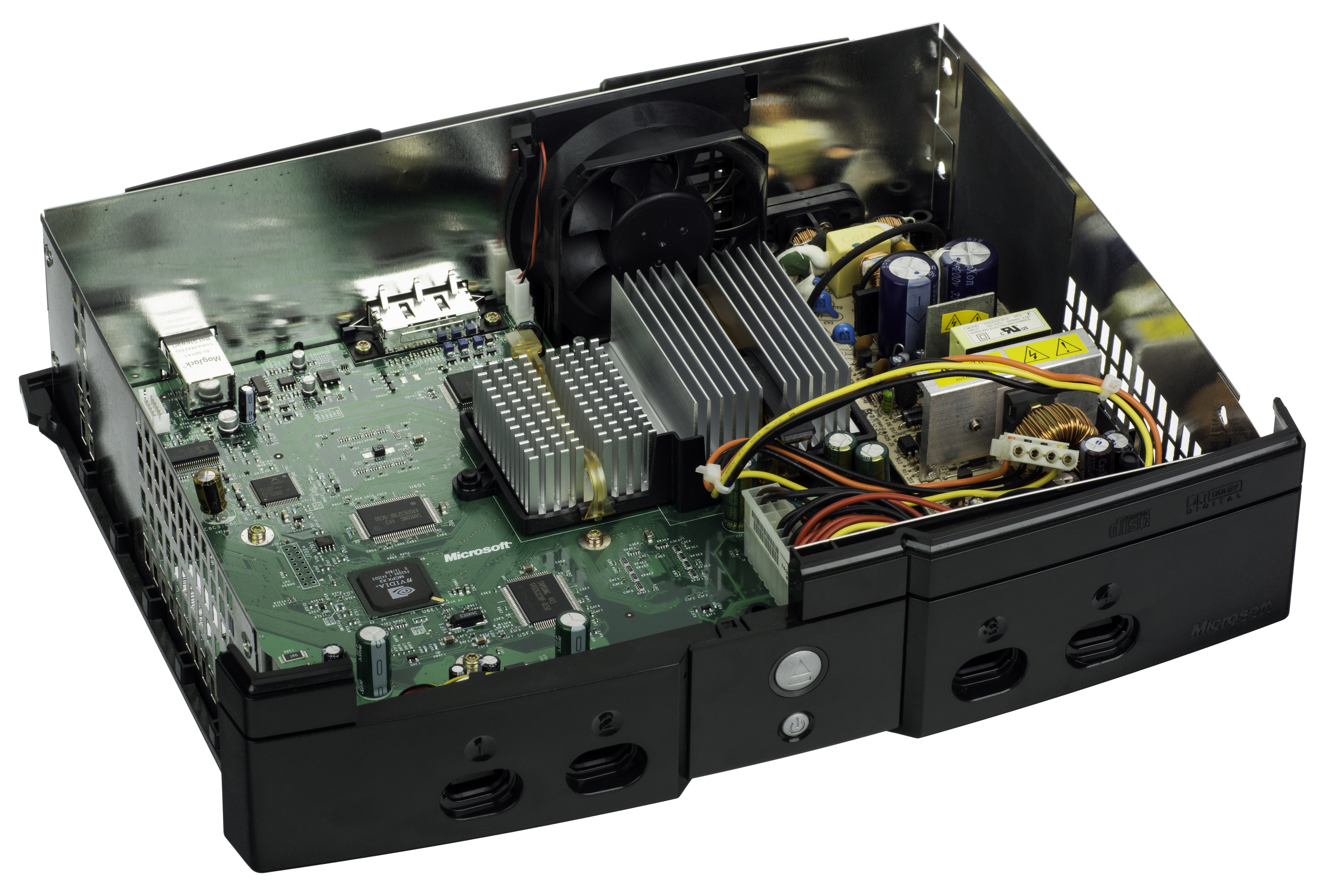
اكس بوكس من الداخل

كانت أجهزة إكس بوكس أول وحدة لعبة فيديو لميزة المدمج في محرك القرص الثابت، وتستخدم في المقام الأول لتخزين اللعبة يحفظ وتحميل المحتوى من أجهزة إكس بوكس لايف.
على عكس بليستيشن 2، الذي يمكنه تشغيل أقراص الافلام و المواد الترفيهية DVD دون الحاجة إلى جهاز تحكم عن بعد (على الرغم من توفر جهاز تحكم عن بعد اختياري)، يتطلب Xbox محول الأشعة تحت الحمراء الخارجي يتم توصيله بمنفذ وحدة التحكم لتشغيل أقراص DVD
كان اكس بوكس أول وحدة تحكم تتميز بتقنية  Dolby Interactive Content-Encoding

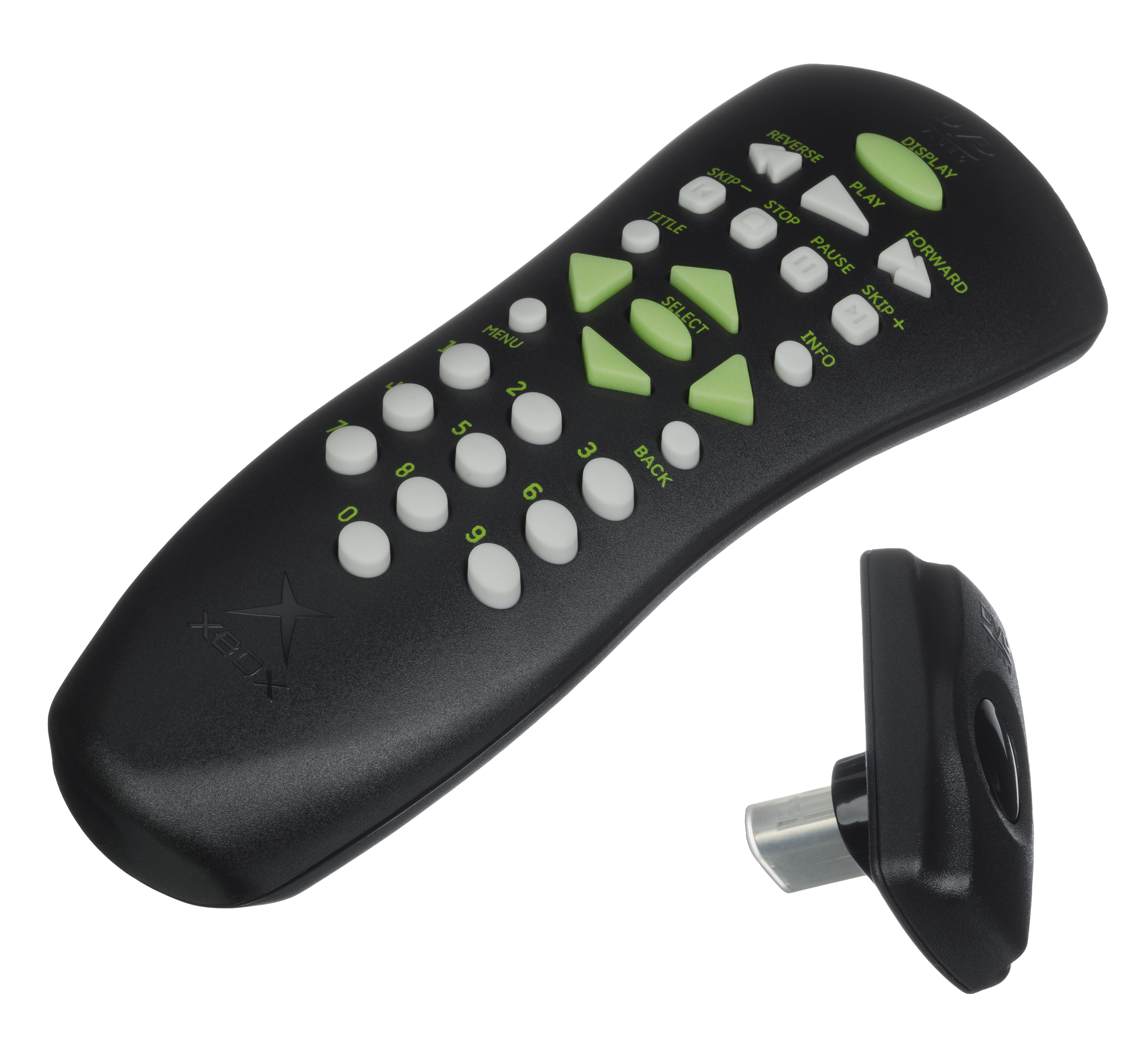
"جهاز التحكم عن بعد الرسمي لأقراص DVD لجهاز ألعاب الفيديو اكس بوكس. كان هذا الجهاز عن بعد وموصل الأشعة تحت الحمراء مطلوبين لتشغيل أقراص DVD على الجهاز

يعتمد اكس بوكس على أجهزة كمبيوتر سطح المكتب التجارية وهو أكبر بكثير وأثقل من نظرائه. يعود ذلك إلى حد كبير إلى محرك أقراص DVD-ROM كبير الحجم ومحرك الأقراص الثابتة قياسي الحجم 3.5 بوصة. كما ابتكر Xbox أيضًا ميزات السلامة، مثل كابلات الانفصال لوحدات التحكم لمنع سحب وحدة التحكم من السطح الذي توجد عليه
.
خضع جهاز إكس بوكس الأصلي لعدة تعديلات على مدار فترة إنتاجه. هذه التعديلات كانت لأسباب عدة، منها:
- مكافحة التعديل: كان هناك العديد من الأشخاص الذين قاموا بتعديل أجهزة إكس بوكس لإضافة ميزات غير مصرح بها أو تشغيل ألعاب غير مرخصة. قامت مايكروسوفت بإجراء تعديلات على الجهاز بشكل مستمر لمحاولة منع هذه التعديلات.

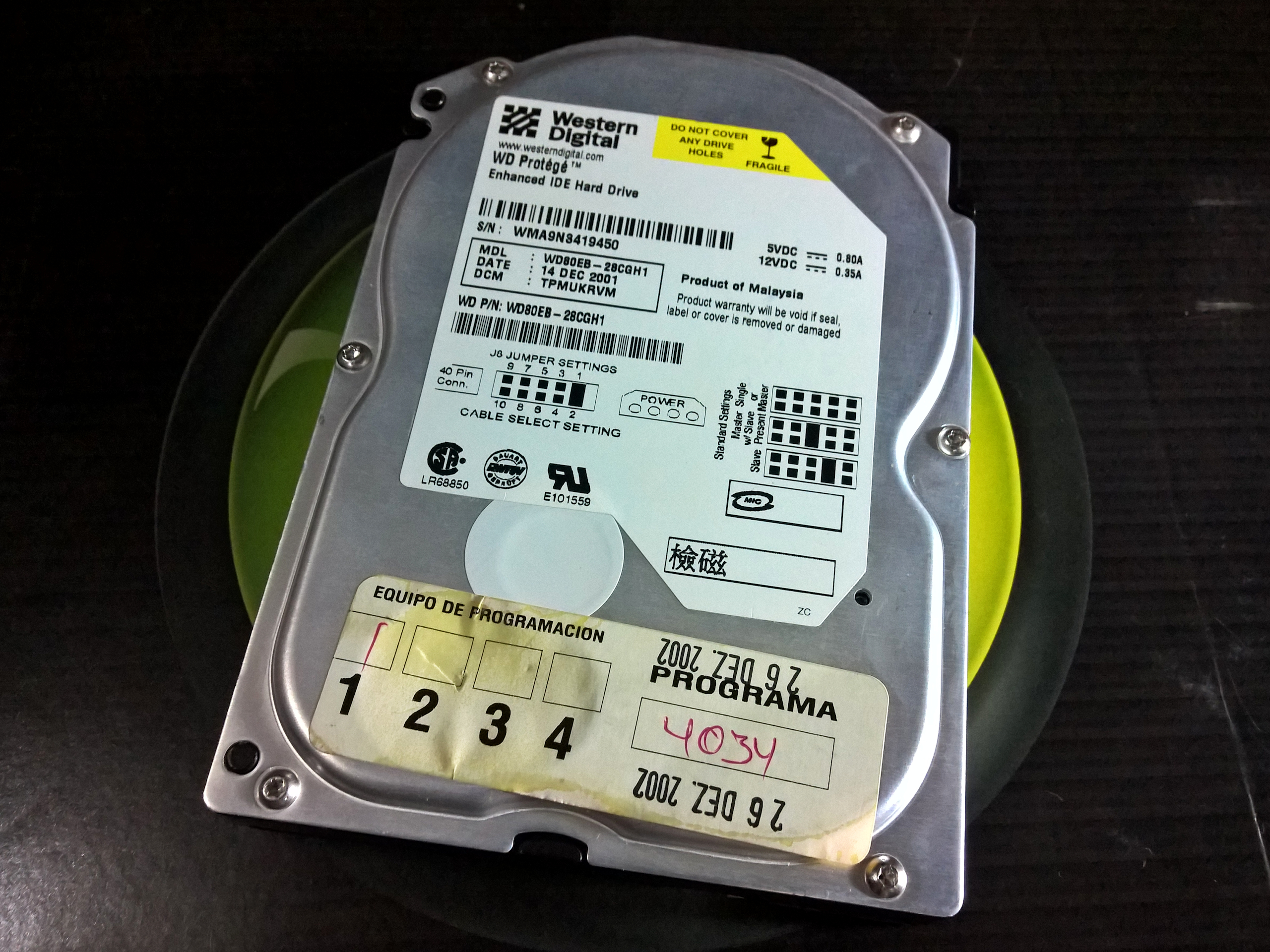
كان جهاز إكس بوكس الأصلي أول وحدة تحكم ألعاب فيديو يتميز بوجود محرك أقراص ثابت (HDD) مدمج، وكان عبارة عن محرك أقراص 3.5 بوصة IDE 8 جيجابايت / 5400 دورة في الدقيقة ولكن ادى ذلك لزيادة حجم الجهاز مقارنة بمنافسيه

- خفض التكاليف: مع مرور الوقت، سعت مايكروسوفت إلى تقليل تكاليف إنتاج جهاز إكس بوكس.كان جهاز إكس بوكس الأصلي أول وحدة تحكم ألعاب فيديو يتميز بوجود محرك أقراص ثابت (HDD) مدمج، وكان عبارة عن محرك أقراص 3.5 بوصة IDE 8 جيجابايت / 5400 دورة في الدقيقة ولكن ادى ذلك لزيادة حجم الجهاز مقارنة بمنافسيهتحسين الموثوقية: كانت هناك مشاكل في بعض مكونات الجهاز، خاصة محركات أقراص DVD، مما أدى إلى فشل بعض الأجهزة. لذلك، قامت مايكروسوفت بتغيير هذه المكونات لتحسين أدائها.

في عام 2002، دخلت شركتي مايكروسوفت و انفيديا في نزاع قانوني حول تسعير رقائق نفيديا المستخدمة في أجهزة إكس بوكس. هذا النزاع، الذي وصل إلى مرحلة التحكيم حيث كانت مايكروسوفت تسعى للحصول على خصم كبير على شرائح انفيديا، حيث طلبت تخفيضًا قدره 13 مليون دولار على شحنات عام 2002.
زعمت مايكروسوفت أن انفيديا انتهكت بنود الاتفاقية التي وقعتها الشركتان، مما دفعها إلى المطالبة بتخفيض الأسعار
وأرادت مايكروسوفت ضمان حصولها على جميع الرقائق التي تحتاجها دون أي قيود على الكمية.
تم تسوية المسألة بشكل خاص في 6 فبراير 2003.
كان اكس بوكس يأتي مع كابل AV لتوصيله بأجهزة التلفزيون التقليدية. هذا الكابل ينقل صورة وصوت بجودة مقبولة في ذلك الوقت

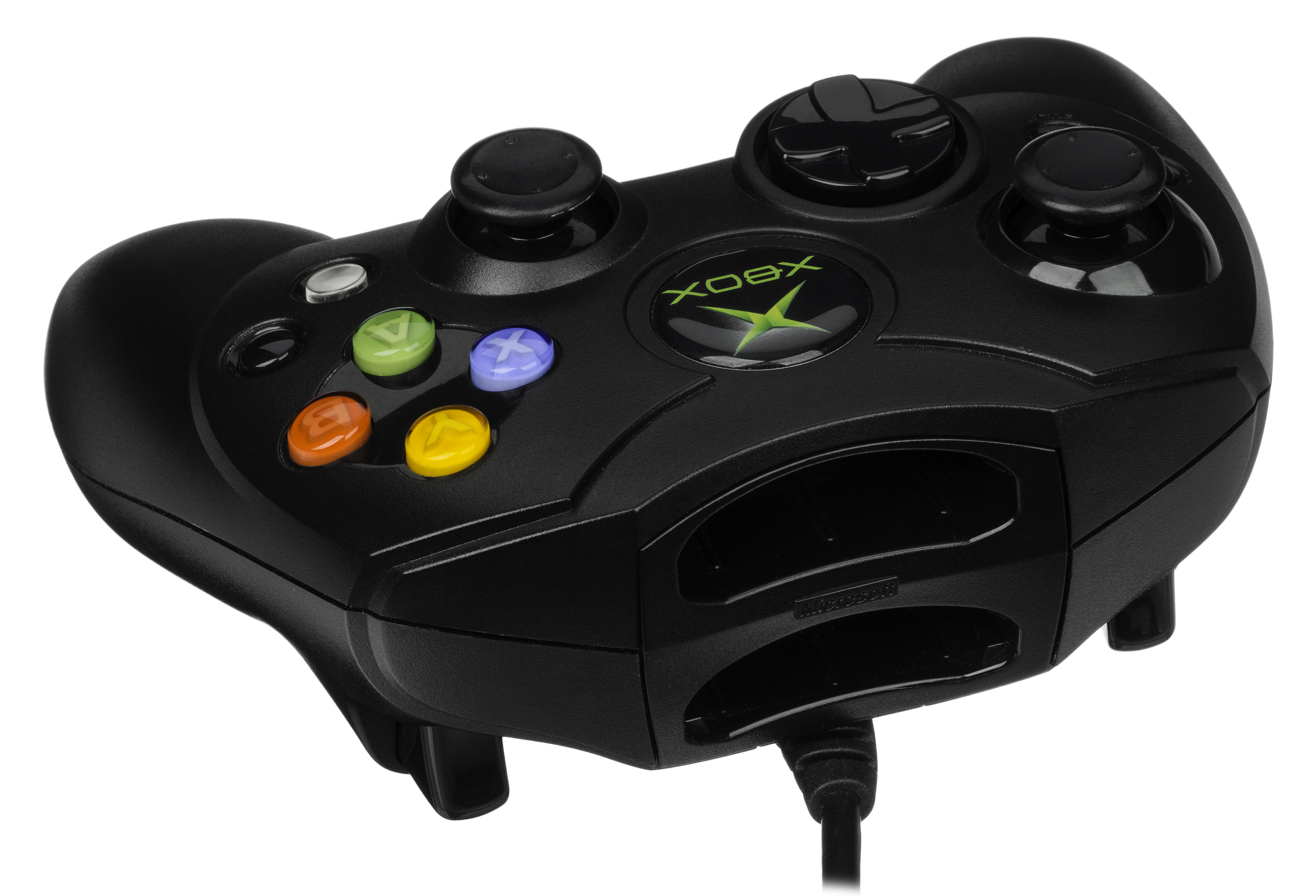
Controller S لجهاز اكس بوكس تحتوي وحدة التحكم على منفذين في الأعلى، يستخدمان إما لميكروفون أو لبطاقة الذاكرة

وكان بإمكانك شراء بطاقة ذاكرة بسعة 8 ميجابايت لحفظ تقدمك في الألعاب. هذه البطاقات كانت قابلة للإزالة وتسمح لك بنقل حفظات الألعاب بين أجهزة إكس بوكس المختلفة
كان بإمكانك توصيل سماعات الرأس بمنفذ خاص في وحدة التحكم للعب عبر الإنترنت والتحدث مع الأصدقاء
ايضا تم تزويد أجهزة إكس بوكس المباعة في أوروبا بمحول ليتوافق مع منافذ SCART المستخدمة بشكل شائع في التلفزيونات الأوروبية
إكس بوكس معالجاً خاصاً من نوع بنتيوم 3، وهو نفس نوع المعالجات المستخدمة في أجهزة الكمبيوتر الشخصية في ذلك الوقت. يعمل المعالج بسرعة 733 ميجاهرتز، مما يعني أنه يقوم بمعالجة الأوامر بسرعة كبيرة
يحتوي الجهاز على نوع خاص من الذاكرة العشوائية تسمى DDR SDRAM، والتي تستخدم لتخزين البيانات المؤقتة أثناء تشغيل الألعاب ويبلغ حجمها 64 مكيا بايت
يستخدم إكس بوكس بطاقة رسوميات من شركة انفيديا 

## وحدة التحكم ( الكنترول )
تحتوي وحدة تحكم إكس بوكس على عصاتين تحكم تناظريتين، لوحة مفاتيح اتجاهية حساسة للضغط، زنادين تناظريين، زر "رجوع"، زر "بدء"، فتحتين ملحقتين، وستة أزرار عمل تناظرية بقدرة 8 بت (A/أخضر، B/أحمر، X/أزرق، Y/أصفر، بالإضافة إلى الأزرار "أسود" و"أبيض")

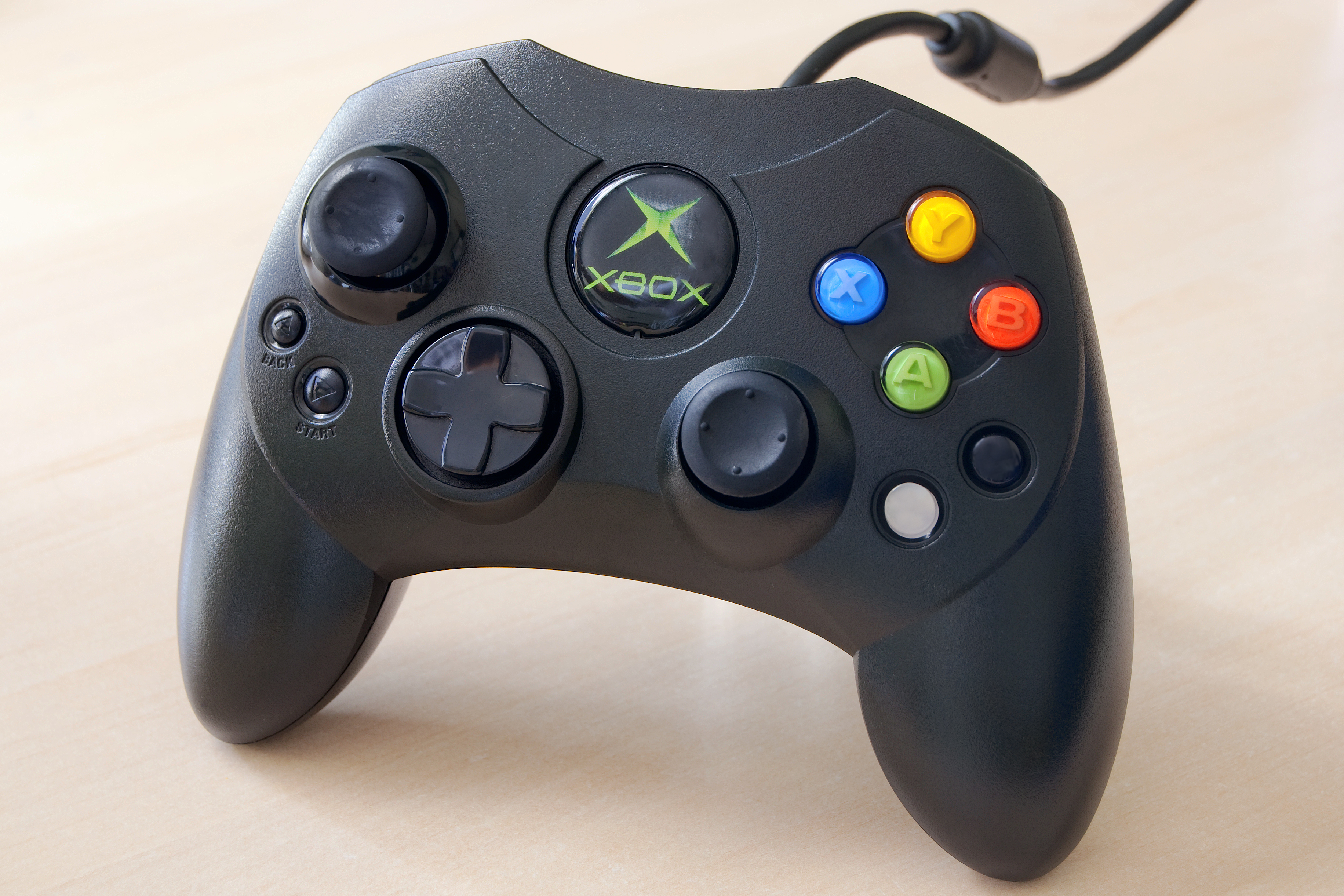
جهاز تحكم

. كانت وحدة تحكم إكس بوكس القياسية، المعروفة أيضًا باسم "Fatty" أو "Duke"، هي الوحدة التي تم شحنها مع أجهزة إكس بوكس في جميع المناطق باستثناء اليابان. تم انتقاد هذه الوحدة بسبب حجمها الكبير مقارنةً بوحدات تحكم الألعاب الأخرى في ذلك الوقت، وحصلت على جائزة "خطأ العام" من مجلة Game Informer في عام 2001. كما تم تسجيلها في موسوعة غينيس للأرقام القياسية في طبعة غينيس العالمية للاعبين عام 2008 بوصفها أكبر وحدة تحكم ألعاب على الإطلاق. وفي تصنيف نشره محرر IGN كرايغ هاريس، تم اعتبارها ثاني أسوأ وحدة تحكم ألعاب فيديو بعد وحدة تحكم Atari Jaguar.
تم إصدار وحدة التحكم "Controller S" (التي كانت تحمل الاسم الرمزي "Akebono")، وهي وحدة تحكم أصغر حجمًا وأخف وزنًا، في البداية كوحدة تحكم قياسية لجهاز إكس بوكس في اليابان فقط. وقد تم تصميم هذه الوحدة لتلبية احتياجات المستخدمين ذوي الأيدي الأصغر حجمًا. لاحقًا، تم إصدار "Controller S" في مناطق أخرى استجابةً للطلب الشعبي، وبحلول عام 2002، أصبحت الوحدة البديلة القياسية في عبوة البيع بالتجزئة لجهاز إكس بوكس، في حين استمرت وحدة التحكم الأكبر حجمًا في التوفر كملحق اختياري

## إكسسوارات
يمتلك جهاز إكس بوكس مجموعة واسعة من الإكسسوارات، مثل بطاقات الذاكرة وكابلات الصوت والفيديو
.
- محول RF لإكس بوكس: محول يسمح بتوصيل إكس بوكس بأجهزة التلفزيون التي تفتقر إلى منافذ الصوت والفيديو.
- كابل الاتصال القياسي للصوت/الفيديو: كابل يُستخدم لتوصيل الجهاز بتلفزيون يحتوي على مدخلات للصوت والفيديو المركب.
- ذاكرة إكس بوكس: وحدة ذاكرة محمولة بسعات 8، 16، و32 ميغابايت، تُستخدم لتخزين ملفات الحفظ ونقلها إلى أجهزة إكس بوكس أخرى. هذه الوحدة مصممة للاستخدام الحصري مع وحدات التحكم المتوافقة مع إكس بوكس والتي تحتوي على منافذ لتوسيع الذاكرة.
- سماعات الرأس: جهاز يُستخدم للتواصل أثناء اللعب الجماعي عبر خدمة "إكس بوكس لايف".
- وحدة التحكم لتشغيل أقراص DVD: ملحق يُوصل بالمنافذ الرئيسية لوحدات التحكم، ويستقبل الإشارات من جهاز التحكم عبر قارئ الأشعة تحت الحمراء. يتيح هذا الملحق تشغيل أقراص DVD بنفس الطريقة التي يتم تشغيلها على مشغل DVD عادي. يُعد توصيل هذا الجهاز إلزاميًا لتشغيل أقراص DVD على إكس بوكس.

## نظام التشغيل
تسمى واجهة المستخدم لـ Xbox بـ "لوحة معلومات Xbox". وهي تتميز بمشغل وسائط ونسخ المحتوى من الأقراص المضغوطة إلى محرك الأقراص الثابتة المدمج في جهاز إكس بوكس كما يسمح للمستخدمين بإدارة حفظات الألعاب والموسيقى والمحتوى الذي تم تنزيله من Xbox Live، ويسمح لمستخدمي Xbox Live بتسجيل الدخول وتخصيص حساباتهم وإدارتها. تتوفر لوحة المعلومات فقط عندما لا يشاهد المستخدم فيلمًا أو يلعب لعبة. تستخدم العديد من ظلال اللون الأخضر والأسود لواجهة المستخدم لتتوافق مع مخطط ألوان Xbox المادي. عندما تم إصدار Xbox في عام 2001، لم تكن خدمة Live متاحة عبر الإنترنت، وبالتالي لم تكن أقسام Live في لوحة المعلومات وفرع إعدادات الشبكة موجودة بعد.
تم إصدار خدمة Xbox Live في نوفمبر 2002، لكن للوصول إليها كان يتعين على المستخدمين شراء مجموعة بدء تشغيل Xbox Live التي تضمنت سماعة رأس واشتراكًا في الخدمة.
على الرغم من أن جهاز إكس بوكس لا يزال مدعومًا من قبل مايكروسوفت، فقد تم تحديث لوحة معلومات Xbox عبر خدمة Live عدة مرات بهدف تقليل حالات الغش وتحسين تجربة المستخدم. كما شملت هذه التحديثات إضافة ميزات جديدة لتعزيز الأداء العام للجهاز وتوسيع وظائفه.

## اكس بوكس لايف

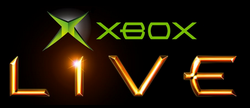
شعار اكس بوكس لايف من 2002 الى 2005

في 15 نوفمبر 2002، أطلقت مايكروسوفت خدمة Xbox Live، التي تسمح للمشتركين باللعب عبر الإنترنت مع لاعبين آخرين من جميع أنحاء العالم وتحميل محتوى جديد مباشرة إلى القرص الصلب للجهاز. كانت الخدمة تعمل عبر الإنترنت فقط، وتتطلب اتصالاً بالإنترنت من نوع النطاق العريض. في غضون شهرين من إطلاق Xbox Live، سجل حوالي 250,000 مشترك. وفي يوليو 2004، أعلنت مايكروسوفت عن وصول عدد المشتركين إلى مليون شخص. بحلول يوليو 2005، ارتفع العدد إلى مليوني مشترك، وبحلول عام 2007، تجاوز العدد 3 ملايين مشترك. وفي مايو 2009، بلغ عدد المشتركين في الخدمة 20 مليونًا.
في 5 فبراير 2010، أعلنت مايكروسوفت أن دعم ألعاب Xbox الأصلية عبر Xbox Live سيتوقف اعتبارًا من 14 أبريل 2010
تم إيقاف الخدمات حسب الجدول الزمني المحدد، لكن مجموعة من المستخدمين الذين أصبحوا يُعرفون لاحقًا باسم "النبلاء 14" استمروا في اللعب لمدة تقارب الشهر وذلك ببساطة عن طريق ترك أجهزة التحكم متصلة بلعبة Halo 2. و كان N4SIR Apache هو آخر لاعب يستفيد من خدمة Xbox Live على جهاز اكس بوكس الاصلي، وتم قطع اتصاله في 11 مايو 2010، الساعة 01:58 بتوقيت شرق الولايات المتحدة (UTC-4).

## اللعاب
تم إطلاق Xbox في أمريكا الشمالية في 15 نوفمبر 2001.
من بين ألعاب الإطلاق الشهيرة:
- Halo: Combat Evolved
- Project Gotham Racing

على الرغم من حصول وحدة تحكم إكس بوكس على دعم قوي من الشركات الطرف الثالث منذ إطلاقها، إلا أن العديد من ألعاب إكس بوكس المبكرة لم تستفد بالكامل من قدرات الجهاز القوية إلا بعد مرور عام كامل من إصداره. في بعض الأحيان، تم إصدار النسخ متعددة المنصات من الألعاب على إكس بوكس مع بعض الميزات الإضافية أو التحسينات الرسومية، مما جعلها تبرز عن إصدارات PS2 و GameCube
ردت شركة سوني على إكس بوكس مؤقتًا من خلال تأمين حصريات PlayStation 2 لبعض الألعاب المنتظرة بشدة مثل سلسلة Grand Theft Auto وسلسلة Metal Gear Solid
كان الدعم الخارجي البارز من سيغا، التي أعلنت عن صفقة حصرية لألعاب تتضمن 11 لعبة في معرض طوكيو للألعاب. أصدرت سيغا ألعابًا حصرية مثل Jet Set Radio Future، التي لاقتا استقبالًا قويًا من قبل النقاد.
في عامي 2002 و 2003، ساعدت عدة إصدارات بارزة في دفع إكس بوكس نحو تحقيق الزخم والتمييز عن PS2. قامت مايكروسوفت بشراء Rare، التي كانت مسؤولة عن العديد من ألعاب نينتندو 64 الناجحة، بهدف توسيع استديوهاتها الخاصة بالألعاب من الطرف الاول . تم إطلاق خدمة Xbox Live عبر الإنترنت في أواخر 2002
وتم تعديل صفقة سوني مع Take-Two Interactive للسماح بإصدار Grand Theft Auto III على إكس بوكس. كما بدأ العديد من الناشرين في اعتماد استراتيجية إصدار نسخة إكس بوكس بالتوازي مع نسخة PS2 بدلاً من تأجيلها لعدة أشهر
تم إصدار Halo 2 في عام 2004 وأصبح أعلى إصدار تحقيقًا للإيرادات في تاريخ الترفيه، محققًا أكثر من 125 مليون دولار في يومه الأول وأصبح أفضل لعبة Xbox مبيعًا في جميع أنحاء العالم.
بحلول عام 2005، على الرغم من إصدارات الطرف الأول البارزة مثل فورزا موتر سبورت بدأت مايكروسوفت في التخلص التدريجي من اكس بوكس لصالح وحدة التحكم التالية، اكس بوكس 360. أصبحت ألعاب مثلPerfect Dark Zero والتي كان من المقرر تطويرها في الأصل لـ Xbox، عناوين إطلاق Xbox 360 بدلاً من ذلك. كانت آخر لعبة تم إصدارها على Xbox هي Madden NFL 09، في 12 أغسطس 2008.

## الاسعار

### أمريكا الشمالية
- 299 دولار أمريكي (15 نوفمبر 2001، سعر الإطلاق)
- 199 دولار أمريكي (15 مايو 2002)
- 179 دولار أمريكي (14 مايو 2003)
- 149 دولار أمريكي (19 مارس 2004)

### أوروبا (الأسعار شاملة الضرائب)
- 479 يورو (14 مارس 2002، سعر الإطلاق في أيرلندا)
- 299 يورو (سعر الإطلاق في باقي الدول الأوروبية، وفي أيرلندا بدءًا من 2 أبريل 2002)
- 249 يورو (30 أغسطس 2002)
- 199 يورو (10 أبريل 2003)
- 149 يورو (27 أغسطس 2004)
- 99 يورو (عرض خاص في إسبانيا، يناير 2005)
- 99 يورو (عرض خاص في إيطاليا، 2006)
- 79 يورو (عرض خاص في هولندا، مارس 2006)

### المملكة المتحدة
- 299 جنيهًا إسترلينيًا (14 مارس 2002، سعر الإطلاق)
- 199 جنيهًا إسترلينيًا (26 أبريل 2002)
- 130 جنيهًا إسترلينيًا (2003)
- 99 جنيهًا إسترلينيًا (27 أغسطس 2004)
- 79 جنيهًا إسترلينيًا (2006)

### أوقيانوسيا
- 699 دولارًا أستراليًا (26 أبريل 2002، سعر الإطلاق) (تم تخفيضه إلى 399 دولارًا بعد ستة أسابيع لمنافسة Nintendo GameCube)
- 239 دولارًا أستراليًا (2004)
- 209 دولارات أسترالية (2005)
- 188 دولارًا أستراليًا (الربع الثاني من 2006)
- 499 دولارًا نيوزيلنديًا (3 أكتوبر 2002، سعر الإطلاق)
- 399 دولارًا نيوزيلنديًا (2003)
- 349 دولارًا نيوزيلنديًا (2004)
- 299 دولارًا نيوزيلنديًا (الربع الثاني من 2004)
- 249 دولارًا نيوزيلنديًا (الربع الرابع من 2004 و2005)

### اليابان
- 34,800 ين ياباني (2 فبراير 2002، سعر الإطلاق)
- 24,800 ين ياباني (22 مايو 2002)
- 16,800 ين ياباني (20 نوفمبر 2003)

## المبيعات
في 15 نوفمبر 2001، تم إطلاق جهاز إكس بوكس في أمريكا الشمالية وحقق مبيعات سريعة. كان الإطلاق في هذه المنطقة ناجحًا، حيث تم بيع 1.53 مليون وحدة خلال ثلاثة أشهر من إطلاقه، . بحلول 10 مايو 2006، كانت مبيعات إكس بوكس قد وصلت إلى 24 مليون وحدة عالميًا، وفقًا لمايكروسوفت. وقد توزعت هذه المبيعات على 16 مليون وحدة في أمريكا الشمالية، و6 ملايين وحدة في أوروبا، و2 مليون وحدة في آسيا، وأستراليا، ونيوزيلندا. على الرغم من أن إكس بوكس كانت دائمًا تتخلف عن بلاي ستيشن 2 من حيث المبيعات، إلا أنه في أبريل 2004، تجاوزت مبيعات إكس بوكس مبيعات بلاي ستيشن 2 في الولايات المتحدة. ورغم فارق المبيعات الكبير، كان إكس بوكس يعتبر بشكل عام نجاحًا، خصوصًا في أمريكا الشمالية، حيث حافظ على المركز الثاني في مبيعات الجيل.

### مبيعاته في اليابان
واجه إكس بوكس صعوبة كبيرة في السوق اليابانية بسبب سعره المرتفع، حجمه الكبير، وغياب الألعاب الحصرية التي تجذب المستهلكين في اليابان. بعد إطلاقه في فبراير 2002، حقق مبيعات ضعيفة، ولم يتمكن من التنافس مع بلاي ستيشن 2 و جيم كيوب، مما أدى إلى تراجع مبيعاته بشكل كبير في اليابان. في النهاية، باع الجهاز 474,992 وحدة فقط طوال فترة وجوده في السوق اليابانية.

## التعديل و اختراق الجهاز
هي ممارسة التحايل على آليات الأمان المدمجة في الأجهزة والبرمجيات لجهاز إكس بوكس.

### التاريخ
أدى انتشار جهاز إكس بوكس، بالإضافة إلى فترة ضمانه القصيرة (90 يومًا في الولايات المتحدة)، إلى تحفيز محاولات للتحايل على آليات الأمان المدمجة في الجهاز، وهو ما يُعرف بممارسة "الكسر" (cracking). بعد بضعة أشهر من إطلاق الجهاز، تمكن الطالب في معهد ماساتشوستس للتكنولوجيا أندرو هوانغ من اختراق أول طبقة أمان في إكس بوكس BIOS، والتي كانت تعتمد على تقنيات التمويه. تم استخراج محتويات "الـ ROM المخفي" المدمج في شريحة MCPx باستخدام معدات مخصصة. بعد الحصول على هذه المعلومات، تم تعديل الكود لتجاوز فحوصات التوقيع الرقمي وعلامات الوسائط، مما سمح بتشغيل الأكواد غير الموقعة ونسخ الألعاب الاحتياطية.
قد يؤدي تعديل جهاز إكس بوكس بأي شكل إلى إلغاء الضمان، حيث قد يتطلب تفكيك الجهاز. كما أن امتلاك إكس بوكس معدلاً قد يمنع الوصول إلى Xbox Live إذا اكتشفته مايكروسوفت، حيث يتعارض مع شروط استخدام الخدمة. ومع ذلك، يمكن تعطيل معظم شرائح التعديل (modchip)، مما يسمح للجهاز بالتمهيد أو التشغيل بتكوين "قياسي" كما لو أنه لم يتم تعديله. هذا يتيح للجهاز إمكانية استخدام Xbox Live واستعادة وظائفه الأصلية، مما يتيح للمستخدم العودة إلى حالة التشغيل الطبيعية.

### شريحة التعديل Methods

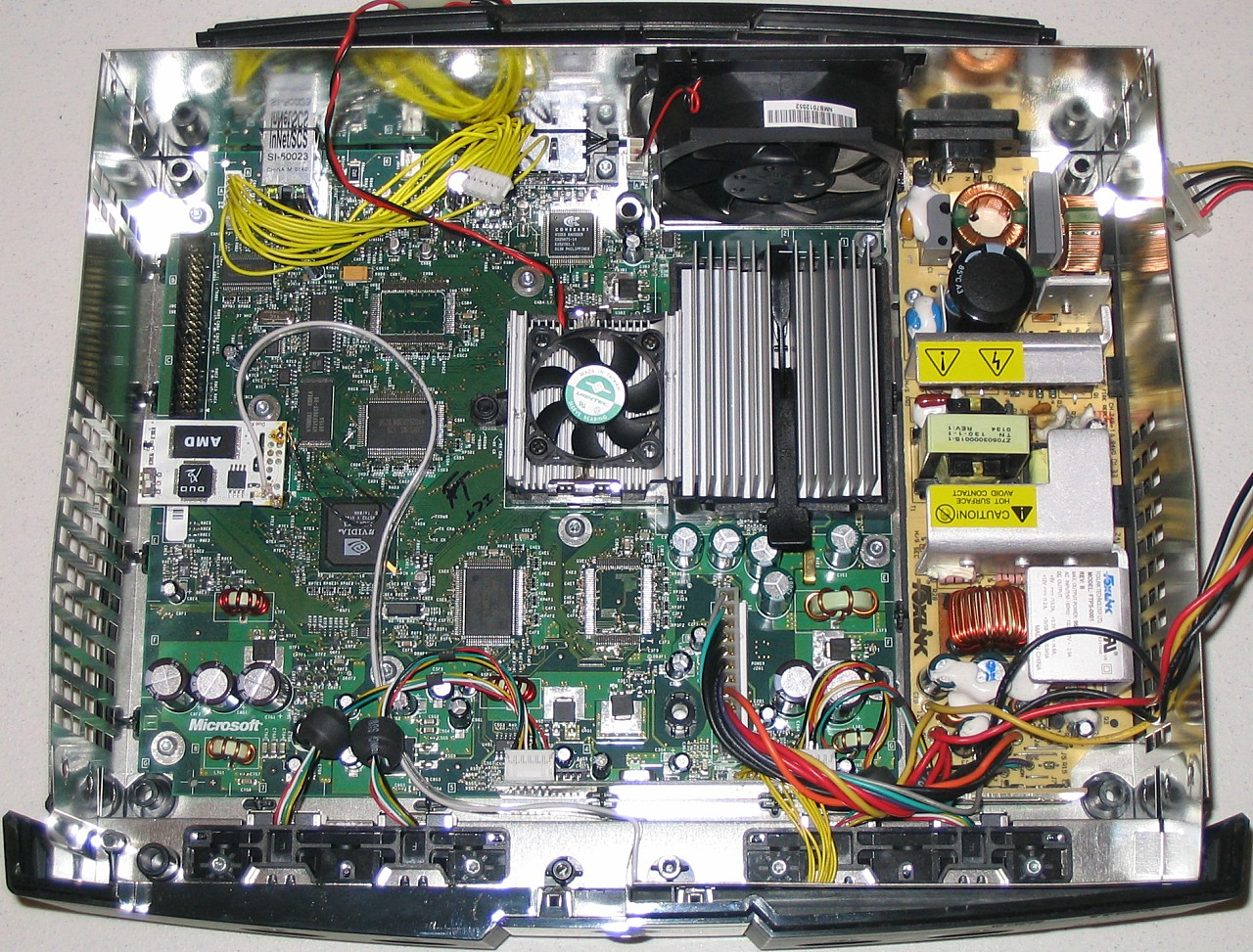
اللوحة الأم لجهاز إكس بوكس، مع شريحة تعديل مُثبتة

يتم تركيب شريحة تعديل داخل جهاز إكس بوكس تتجاوز الـ BIOS الأصلي باستخدام BIOS معدلة للتحايل على آليات الأمان.

### التعديلات البرمجية (Softmods)
يتم تثبيت ملفات برمجية إضافية على القرص الصلب لإكس بوكس، تستغل أخطاء برمجية في الـ Dashboard للسيطرة على النظام وتعديل النسخة المحفوظة من الـ BIOS. تعد هذه الطريقة آمنة لـ Xbox Live إذا تم تمكين التمهيد المتعدد باستخدام لوحة تحكم مايكروسوفت واستخدام قرص لعبة أصلي

### استغلال الثغرات عند تخزين التقدم في اللعاب (Game save exploit)
يتم استخدام التخزين التقدم في ألعاب لاختراق آلية التعامل مع النخزين عبر استغلال أخطاء في الذاكرة. يمكن استخدام هذه التخزينات لتثبيت الملفات اللازمة للتعديل البرمجي دون الحاجة لتفكيك الجهاز.

### التبديل الساخن (Hot swapping)
يتم استخدام جهاز كمبيوتر لتغيير البيانات على القرص الصلب عبر توصيل القرص الصلب بإكس بوكس وتشغيله على الكمبيوتر باستخدام نظام Linux. تُستخدم هذه الطريقة لتثبيت التعديلات البرمجية، لكنها تتطلب تفكيك الجهاز وقد تؤدي إلى تلف الأجهزة.

### انظمة التشغيل البديلة

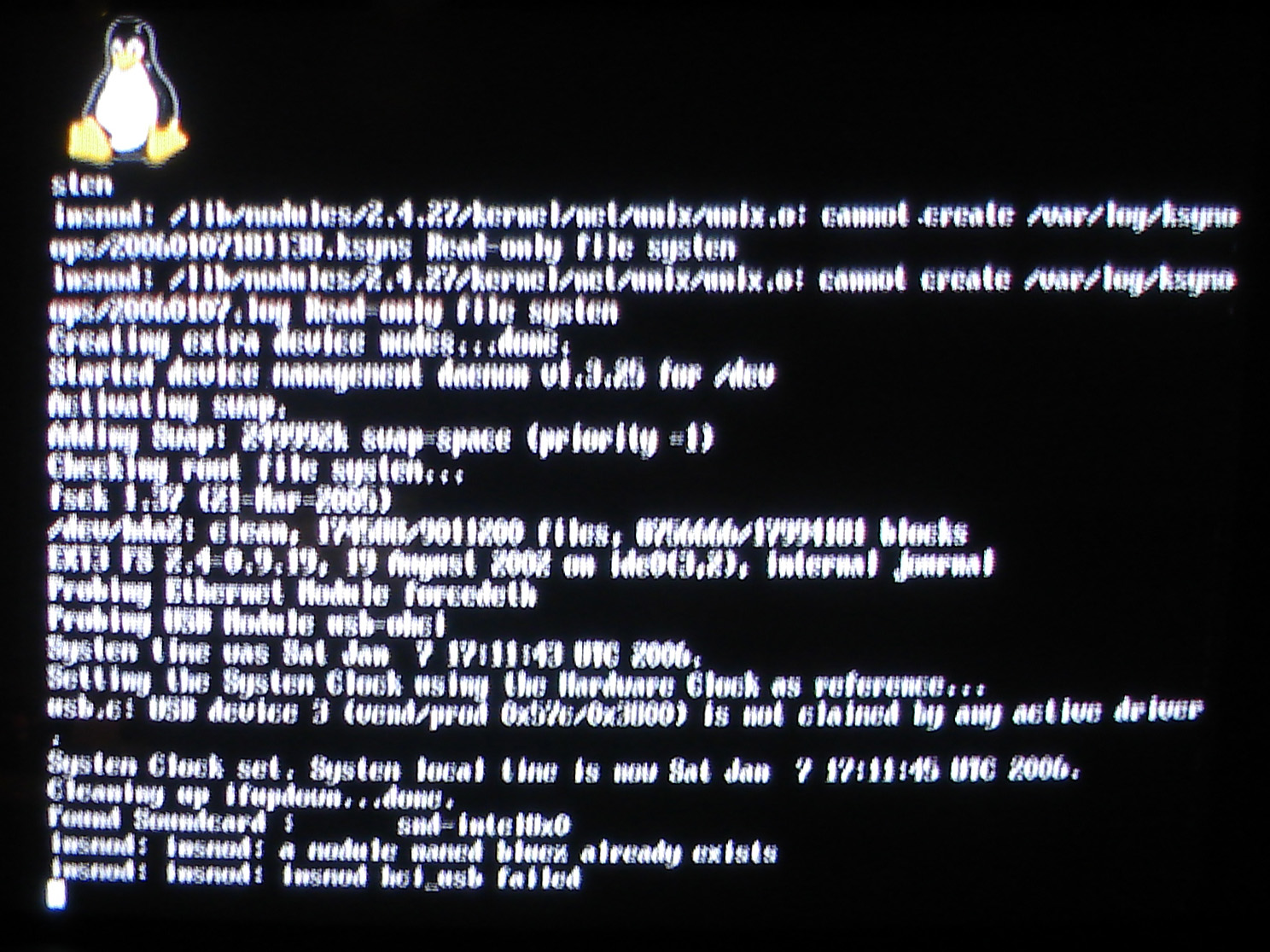
إقلاع توزيعة Xebian على جهاز الاكس بوكس الأصلي

بالإضافة إلى الألعاب، يمكن استخدام جهاز إكس بوكس المعدل كمركز وسائط باستخدام XBMC4Xbox. هناك أيضًا توزيعات من نظام لينكس تم تطويرها خصيصًا لجهاز إكس بوكس، بما في ذلك تلك المبنية على Gentoo، Debian، Damn Small Linux وDyne:bolic.

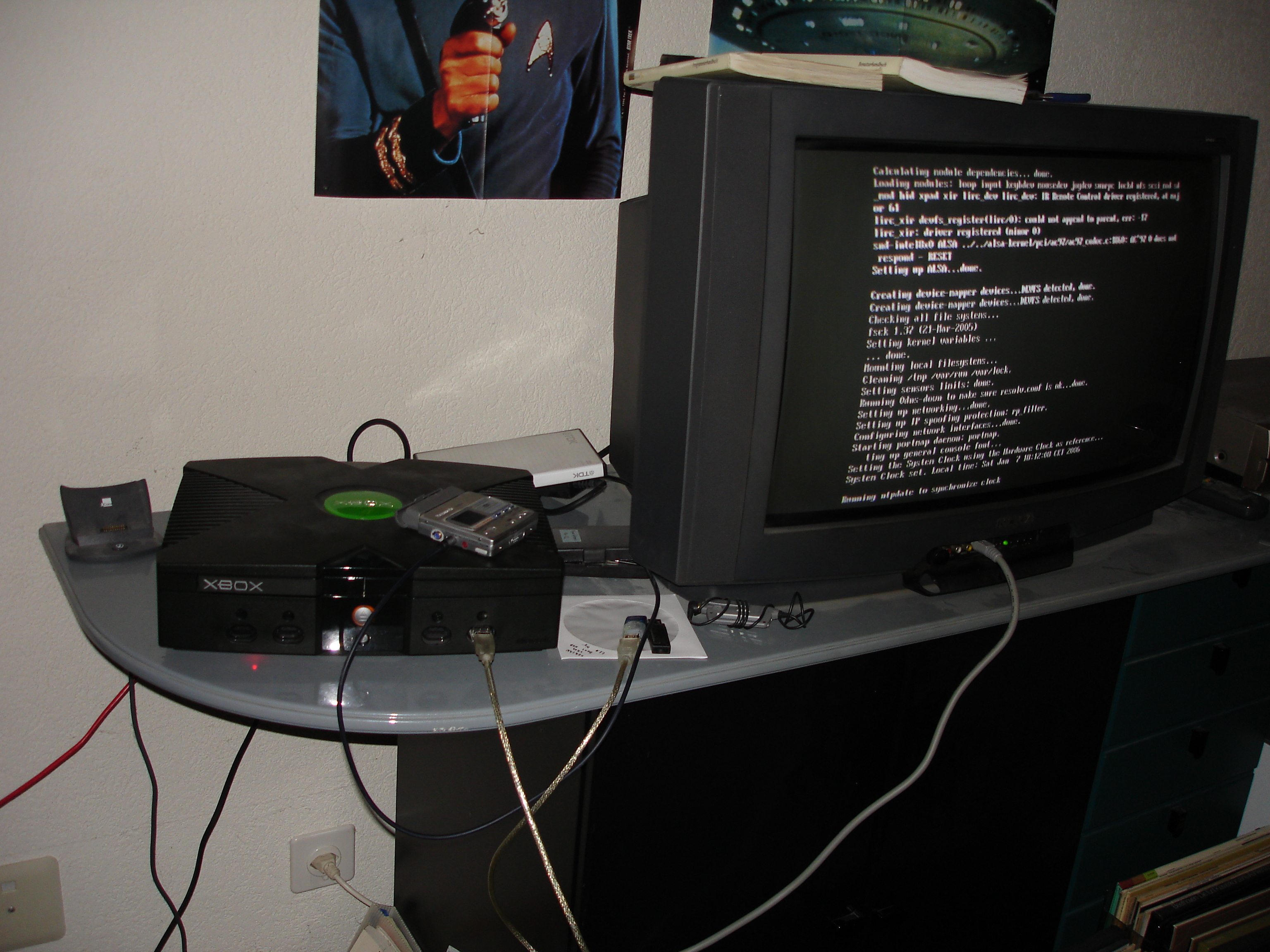
يتم تحميل احد توزيعات لينكس على جهاز إكس بوكس المعدل

بعض أنظمة التشغيل التي تم نقلها إلى إكس بوكس تشمل لينكس بشكل Xbox Linux، وFreeBSD، وNetBSD، وWindows CE، وReactOS.

## الإرث و التاثير الذي تركه جهاز اكس بوكس على سلسة اكس بوكس
جهاز إكس بوكس الأصلي كان بداية دخول مايكروسوفت إلى سوق أجهزة الألعاب المنزلية وترك إرثًا عميقًا أثر على السلسلة بأكملها. قدم الجهاز ميزات مبتكرة مثل Xbox Live، الذي أسس مفهوم اللعب الجماعي عبر الإنترنت بطريقة مريحة ومستدامة، مما جعل هذه الميزة معيارًا في الصناعة.
كما عززت مايكروسوفت مكانتها من خلال عناوين حصرية بارزة مثل سلسلة Halo، التي أصبحت واحدة من أكثر الامتيازات نجاحًا وشعبية في تاريخ الألعاب.
كما ان الجهاز الذي تلاه ( اكس بوكس 360 ) يدعم تشغيل مجموعة من اللعاب اكس بوكس الاصلي عبر التوافق المسبق
وفي 2015 اعلنت مايكروسوفت بانه جهاز اكس وان سوف يشغل اللعاب اكس بوكس الاصلي و الاكس بوكس 360

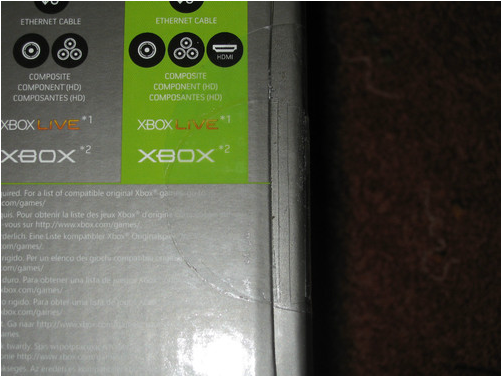
في صندوق احد نسخ اكس بوكس 360 يظهر شعار الاكس بوكس الاصلي للاشارة الى انه اكس بوكس 360 يدعم تشغيل اللعاب اكس بوكس الاصلي

وايضا في الجيل الحالي اكس بوكس سيريس اكس و اس يدعمان تشغيل اللعاب اكس بوكس الاصلي و اكس بوكس 360

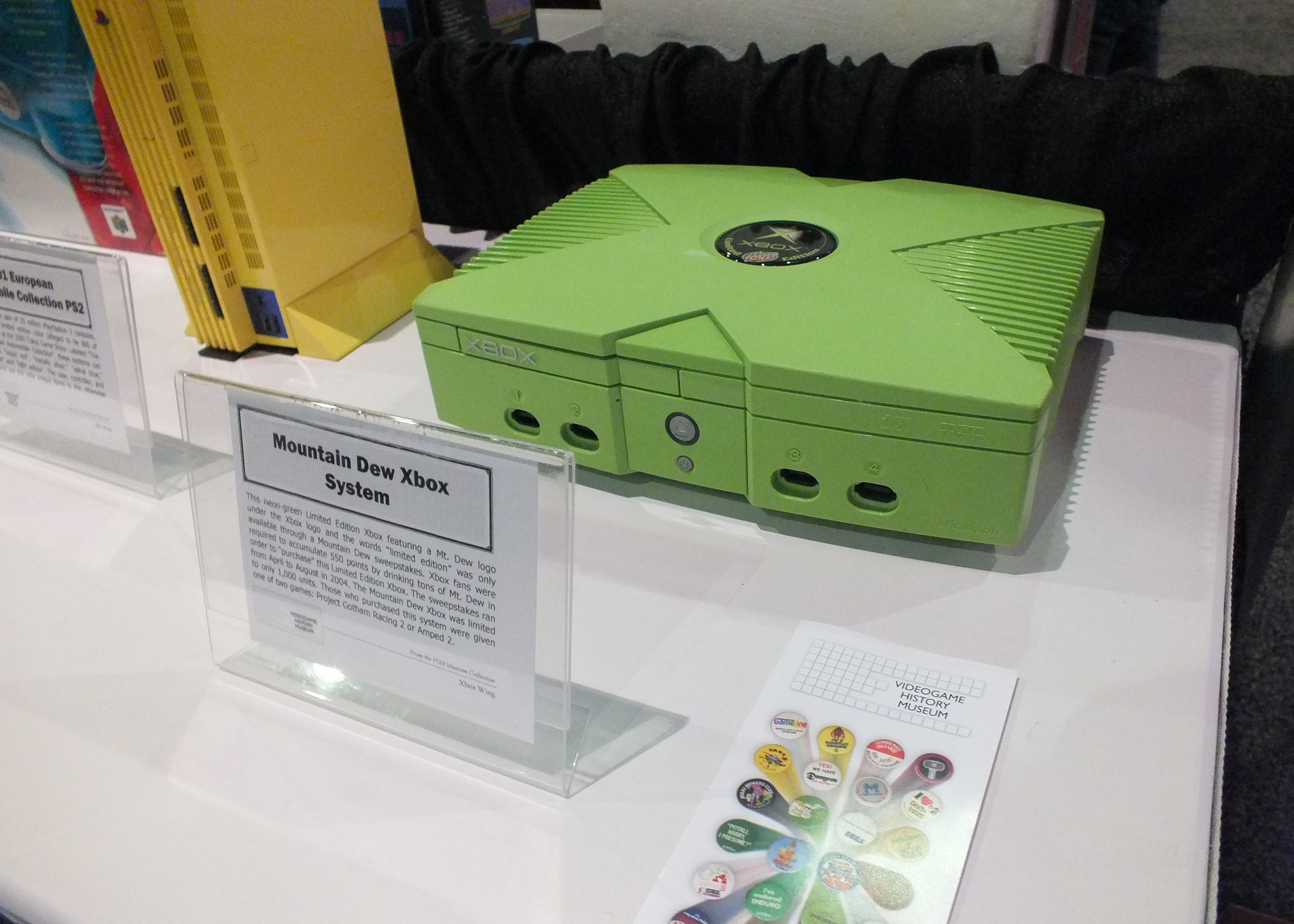

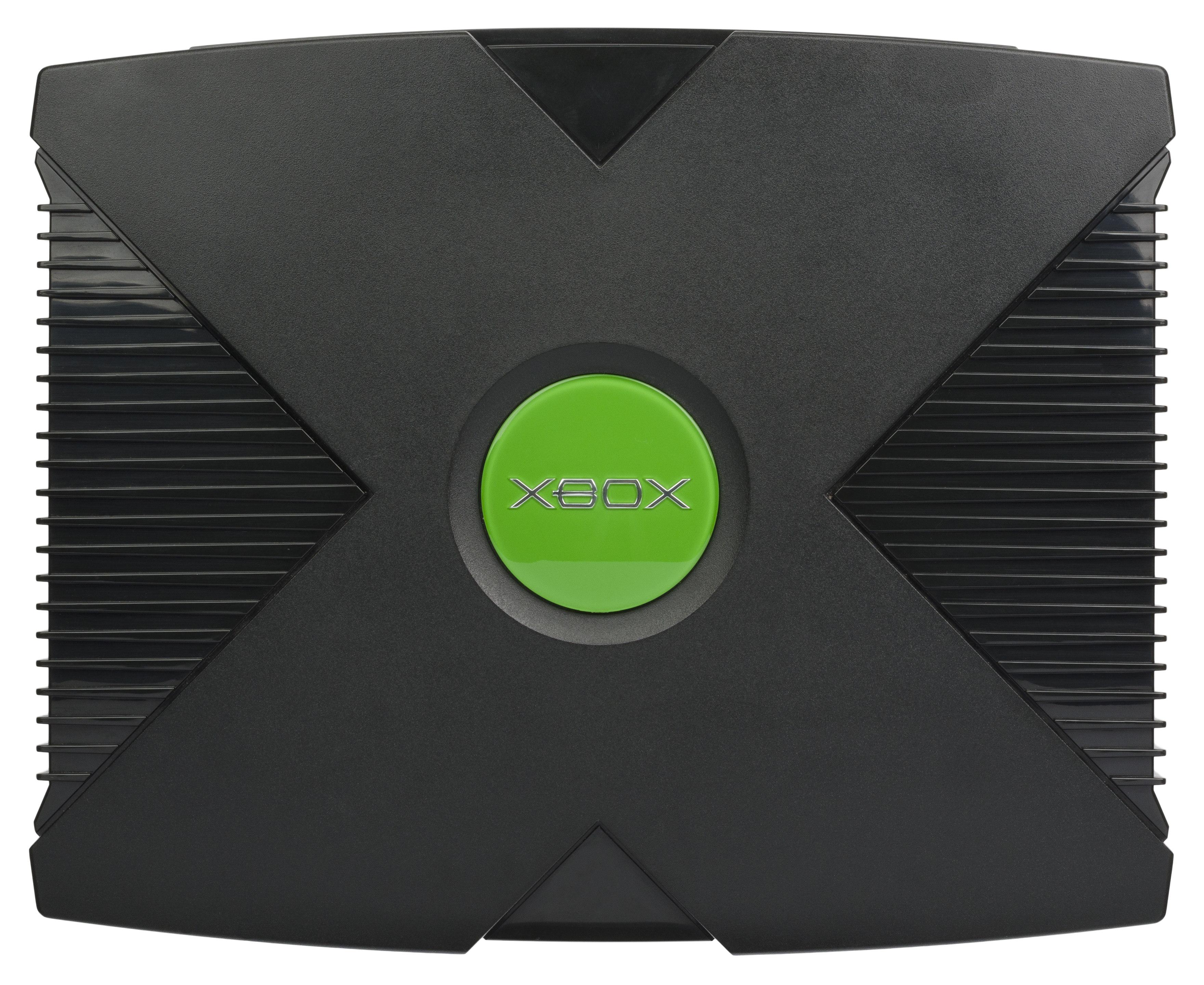
اكس بوكس من فوق

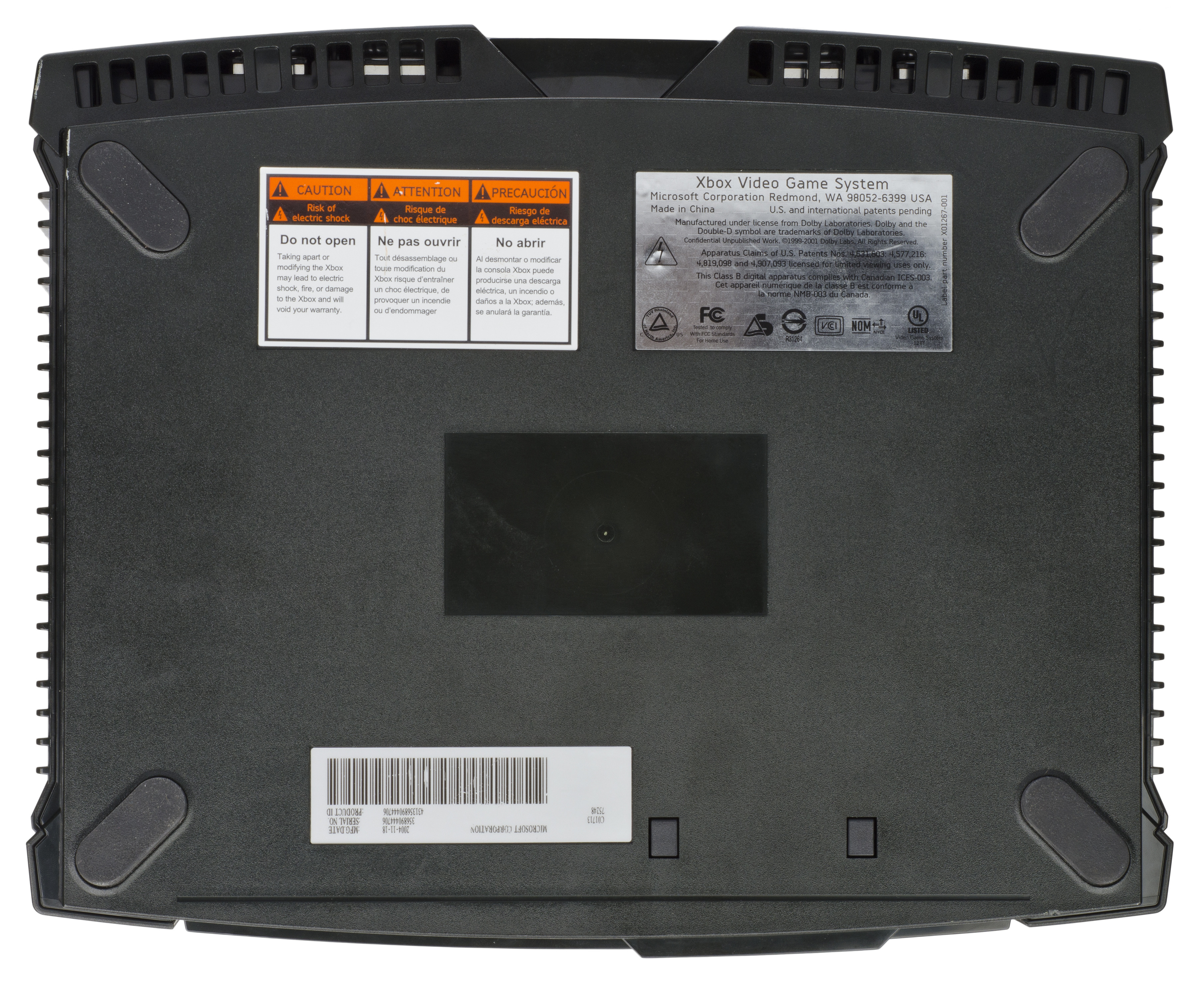
اكس بوكس من اسفل

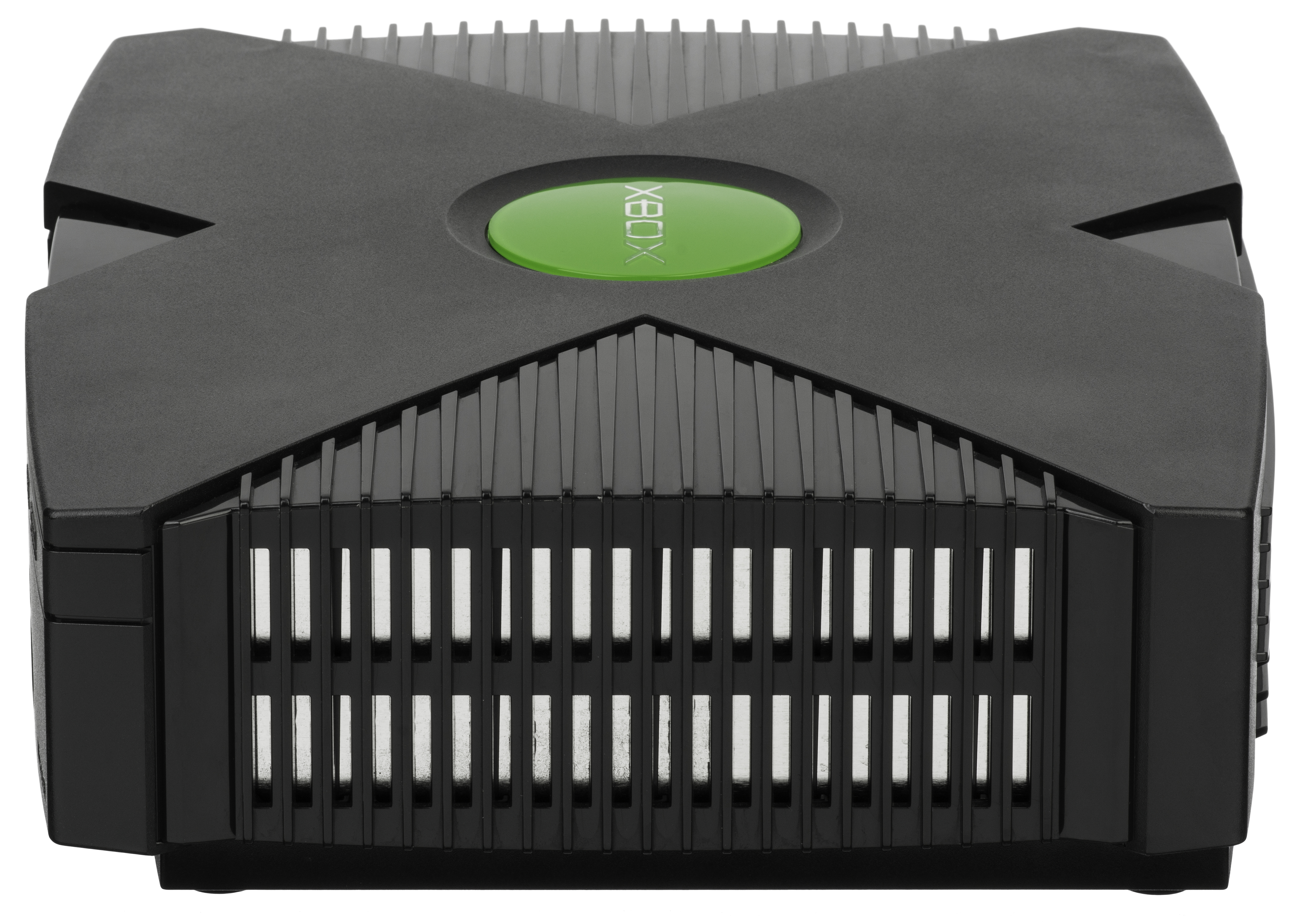
اكس بوكس من الجانب

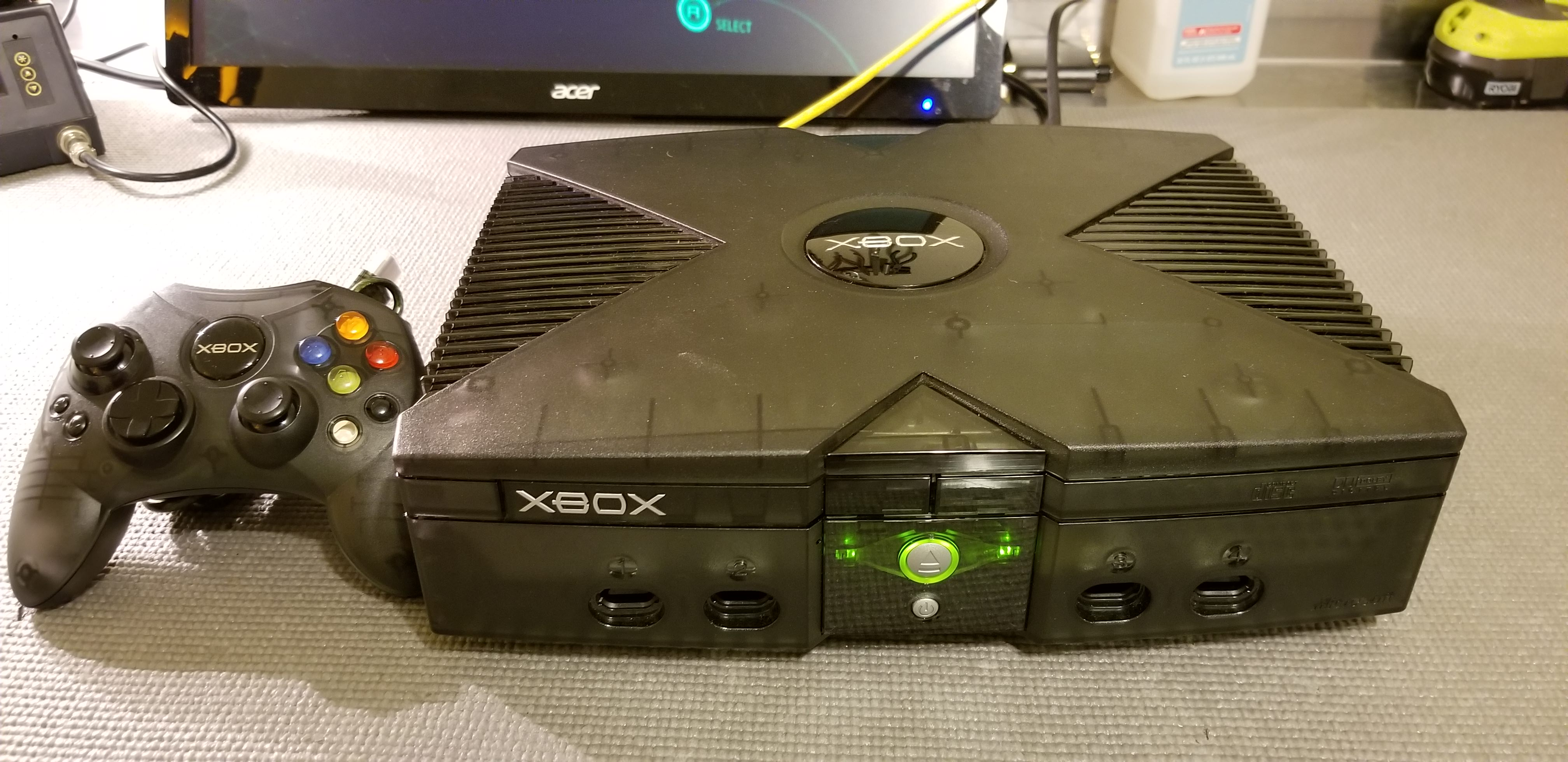
صورة تُظهر وحدة تحكم إكس بوكس إصدار خاص تم إصدارها في اليابان احتفالًا بإطلاق الجهاز في اليابان.

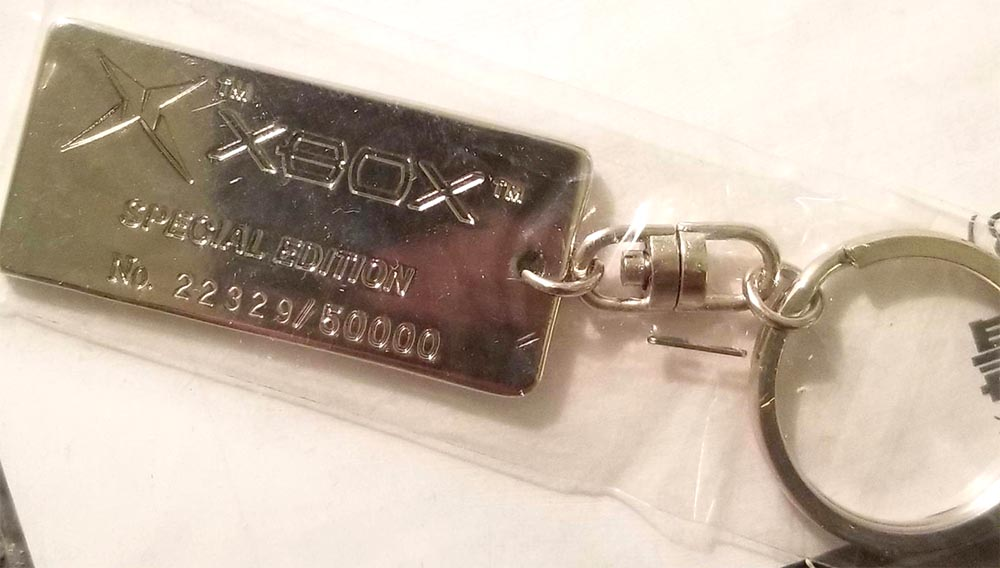
صورة تُظهر سلاسل مفاتيح خاصة تم تضمينها مع إصدارات إكس بوكس اليابانية الخاصة و تظهر السلاسل رقم الإنتاج، الذي يشير إلى أي وحدة من الوحدات الـ 50,000 كان هذا الإكس بوكس

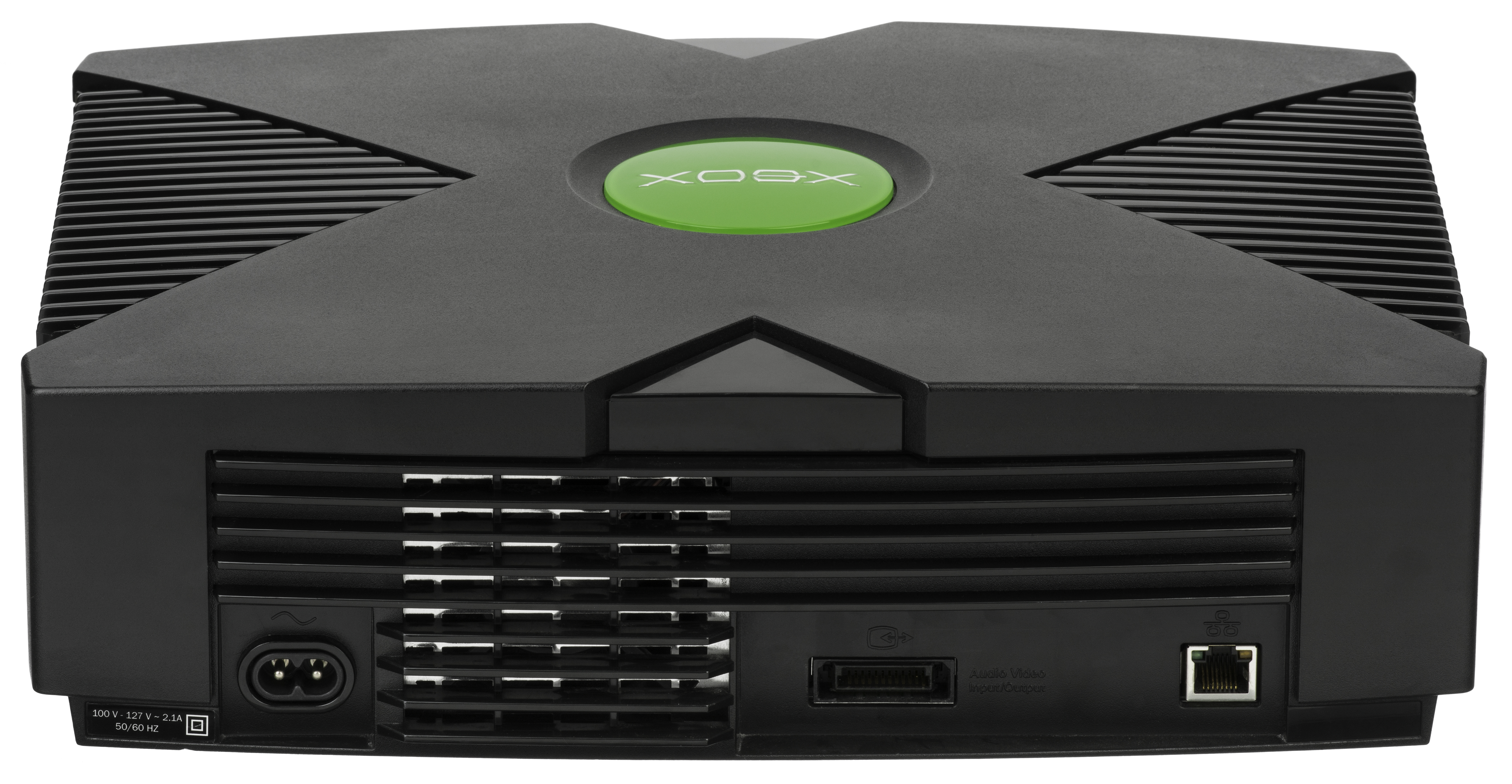
اكس بوكس من خلف

## معرض الصور

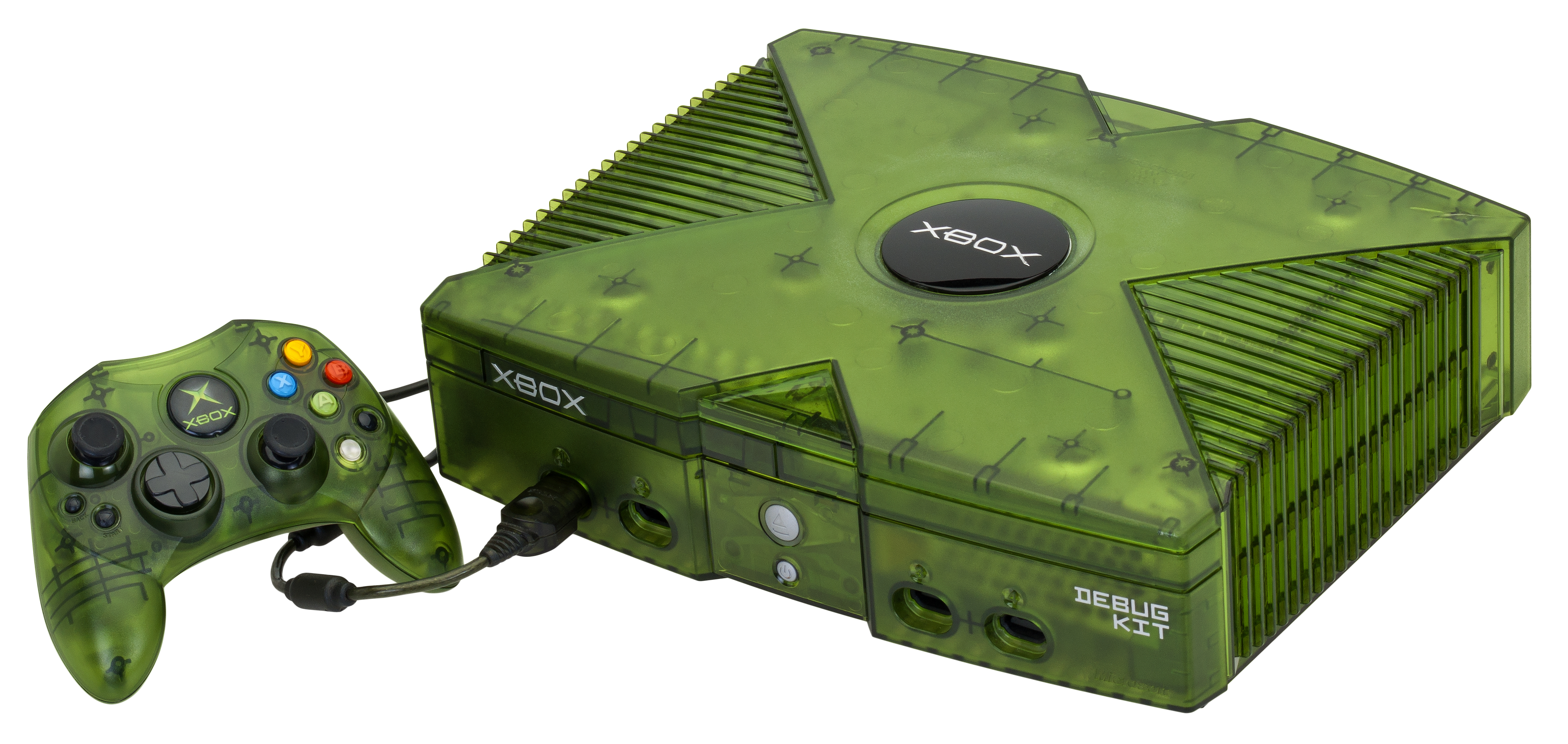
اصدار إكس بوكس مخصصة للمطورين

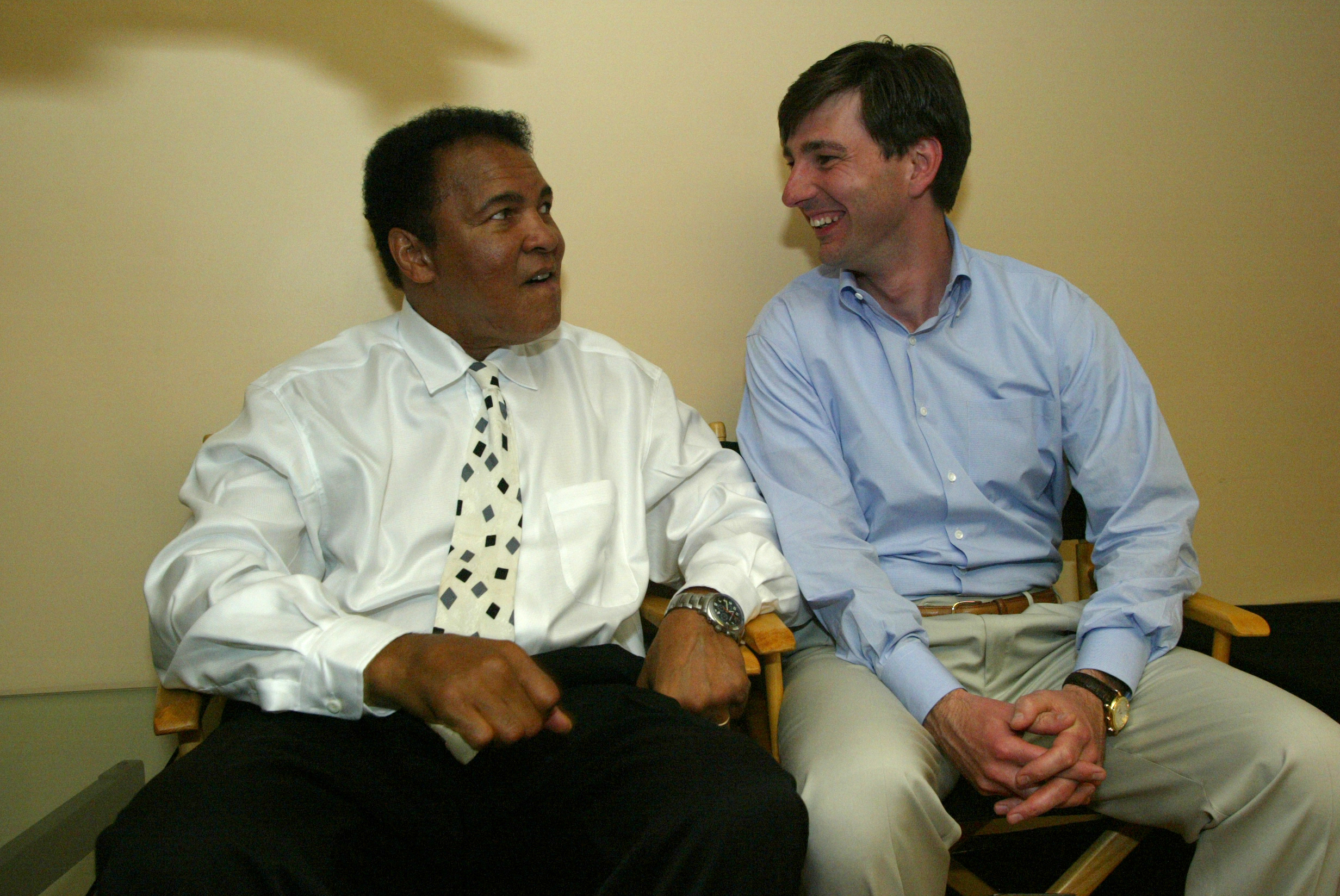
"محمد علي ودون ماتريك من إلكترونيك آرتس(سابقا) في الكواليس خلال مؤتمر إكس بوكس لعام 2004، في قاعة شراين في لوس أنجلوس. دعم علي لعبة إلكترونيك آرتس، فايت نايت، في الحدث."

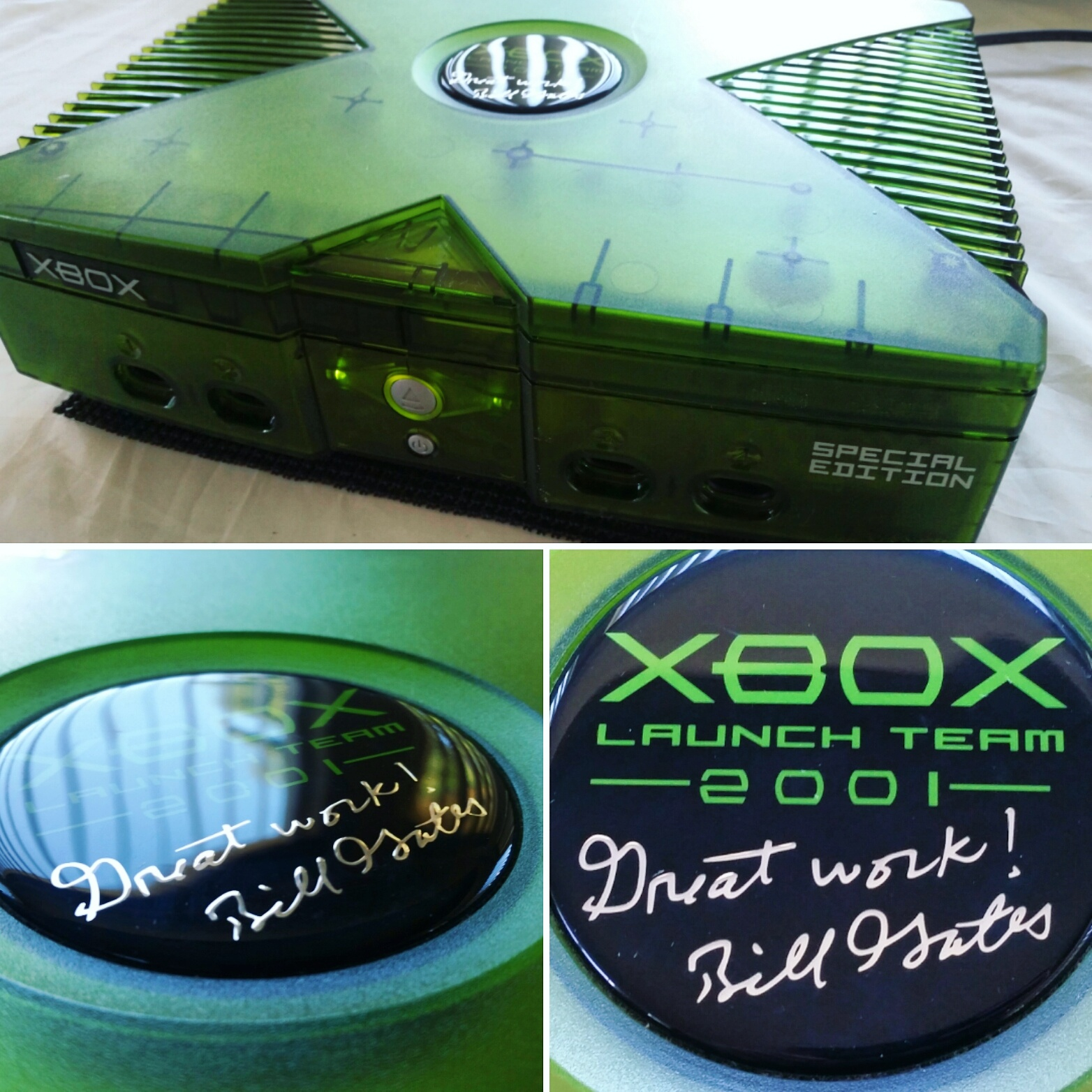
اكس بوكس إصدار فريق الإطلاق 2001

## روابط خارجية
- الموقع الرسمي
- إكس بوكس (جهاز) على مشروع الدليل المفتوح
- Xbox في أرشيف الإنترنت(أرشفت في  يوليو 30, 2001)